# Đội tuyển bóng đá quốc gia Ý
Đội tuyển bóng đá quốc gia Ý (tiếng Ý: Nazionale di calcio dell'Italia) là đội tuyển bóng đá quốc gia đại diện cho nước Ý thi đấu ở các giải bóng đá cấp châu lục và thế giới. Đội tuyển quốc gia Ý trực thuộc Liên đoàn bóng đá Ý (FIGC), là cơ quan quản lý bóng đá ở Ý, cũng là đồng sáng lập và là thành viên của UEFA. Các trận đấu trên sân nhà của đội tuyển Ý được tổ chức ở nhiều sân vận động khác nhau trên khắp nước Ý, còn trụ sở kỹ thuật và sân tập chính của đội, Centro Tecnico Federale di Coverciano, thì nằm ở Firenze.
Ý là một trong những đội tuyển quốc gia thành công nhất trong lịch sử bóng đá. Đội từng 4 lần vô địch World Cup (1934, 1938, 1982, 2006) và góp mặt ở hai trận chung kết khác (1970, 1994), một lần giành vị trí thứ ba (1990) và một lần giành vị trí thứ tư (1978). Ý cũng đã giành được hai chức vô địch châu Âu (1968, 2020) và góp mặt trong hai trận chung kết khác của giải đấu (2000, 2012). Đội tuyển Ý cũng giành được vị trí thứ hai tại CONMEBOL–UEFA Cup of Champions năm 2022, và vị trí thứ ba tại FIFA Confederations Cup năm 2013 và tại UEFA Nations League vào các năm 2021, 2023.
Đội được gọi với biệt danh là Gli Azzurri (Đoàn quân thiên thanh), vì màu xanh thiên thanh là màu sắc chung của các đội tuyển quốc gia đại diện cho Ý, nó là màu sơn truyền thống của Vương tộc Savoia, triều đại trị vì Vương quốc Ý. Năm 1938, Ý trở thành đội đầu tiên bảo vệ được chức vô địch World Cup và do Chiến tranh thế giới thứ hai bùng nổ, Ý đã giữ được danh hiệu này thêm 12 năm nữa. Ý trước đó cũng đã giành được hai Cúp Quốc tế Trung Âu (1927–30, 1933–35). Giữa hai lần vô địch World Cup đầu tiên, Ý đã vô địch giải bóng đá Olympic (1936). Sau khi phần lớn đội thiệt mạng trong một vụ tai nạn máy bay năm 1949, Ý đã có những kết quả tệ hại trong những năm 1950, thậm chí không thể vượt qua vòng loại World Cup 1958. Việc không đủ điều kiện tham dự World Cup đã không xảy ra lần nữa cho đến các mùa giải liên tiếp 2018 và 2022. Đội đã bất bại từ tháng 10 năm 2018 đến tháng 10 năm 2021 và giữ kỷ lục thế giới về số trận bất bại liên tiếp (37).
Ý có sự cạnh tranh đáng chú ý với các quốc gia bóng đá khác, chẳng hạn như Brasil, Croatia, Pháp, Đức và Tây Ban Nha. Tại Bảng xếp hạng bóng đá nam FIFA, có hiệu lực từ tháng 8 năm 1993, Ý đã nhiều lần chiếm vị trí đầu tiên, vào tháng 11 năm 1993 và trong suốt năm 2007 (tháng 2, tháng 4–tháng 6, tháng 9), với vị trí kém nhất vào tháng 8 năm 2018 ở vị trí thứ 21.

## Lịch sử

### Khởi đầu và hai danh hiệu World Cup đầu tiên vào các năm 1934 và 1938

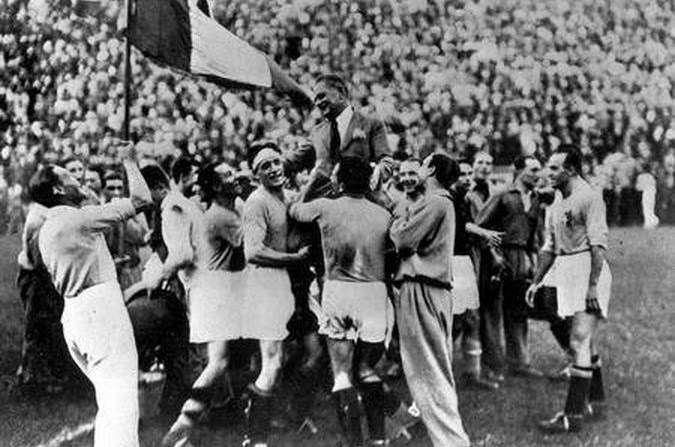
Đội tuyển ăn mừng danh hiệu World Cup đầu tiên vào năm 1934

Một nỗ lực ban đầu để thành lập một đội tuyển quốc gia Ý diễn ra vào ngày 30 tháng 4 năm 1899, khi tuyển Ý đấu với đội hình 11 người Thụy Sĩ, thua 0–2 tại Torino. Trận đấu chính thức đầu tiên của đội được tổ chức tại Milan vào ngày 15 tháng 5 năm 1910. Ý đánh bại Pháp với tỷ số 6–2, với bàn thắng đầu tiên của Ý do Pietro Lana ghi bàn. Đội Ý thi đấu với hệ thống (2–3–5) và bao gồm: De Simoni; Varisco, Calì; Trerè, Fossati, Capello; Debernardi, Rizzi, Cevenini I, Lana, Boiocchi. Đội trưởng đầu tiên của đội là Francesco Calì.
Thành công đầu tiên trong một giải đấu chính thức đến với huy chương đồng tại Thế vận hội Mùa hè 1928, được tổ chức tại Amsterdam. Sau khi thua trận bán kết trước Uruguay, chiến thắng 11–3 trước Ai Cập đã đảm bảo vị trí thứ ba trong giải đấu. Tại 1927–30 và 1933–35 Cúp Quốc tế Trung Âu, Ý giành vị trí đầu tiên trong số năm đội Trung Âu, đứng đầu bảng với 11 điểm trong cả hai phiên bản của giải đấu. Ý sau đó cũng giành được huy chương vàng tại Thế vận hội Mùa hè 1936 với chiến thắng 2–1 trong hiệp phụ trong trận tranh huy chương vàng trước Áo vào ngày 15 tháng 8 năm 1936.
Sau khi từ chối tham dự kỳ World Cup khai mạc (1930, tại Uruguay), đội tuyển quốc gia Ý đã vô địch hai giải đấu liên tiếp vào năm 1934 và 1938, dưới sự chỉ đạo của huấn luyện viên Vittorio Pozzo và màn trình diễn của Giuseppe Meazza, người được coi là một trong những cầu thủ bóng đá Ý hay nhất mọi thời đại của một số người. Ý đăng cai Giải vô địch bóng đá thế giới 1934, và chơi trận đấu đầu tiên tại Giải vô địch thế giới với chiến thắng 7–1 trước Hoa Kỳ tại Rome. Ý đánh bại Tiệp Khắc 2–1 trong hiệp phụ trong trận chung kết ở Rome, với các bàn thắng của Raimundo Orsi và Angelo Schiavio để đạt danh hiệu vô địch thế giới đầu tiên vào năm 1934. Họ giành được danh hiệu thứ hai vào năm 1938 trong trận thắng 4–2 trước Hungary, với hai bàn thắng của Gino Colaussi và hai bàn thắng của Silvio Piola ở World Cup sau đó. Có tin đồn, trước trận chung kết năm 1938, Thủ tướng Ý phát xít Benito Mussolini đã gửi một bức điện cho đội, nói rằng "Vincere o morire!" (được dịch theo nghĩa đen là "Thắng hoặc chết!"). Tuy nhiên, không có hồ sơ nào về một bức điện như vậy, và cầu thủ World Cup Pietro Rava đã nói khi được phỏng vấn: "Không, không, không, điều đó không đúng. Anh ấy đã gửi một bức điện chúc chúng tôi may mắn, nhưng không bao giờ 'thắng hoặc chết."

### 1946–1966: Hậu Thế chiến II

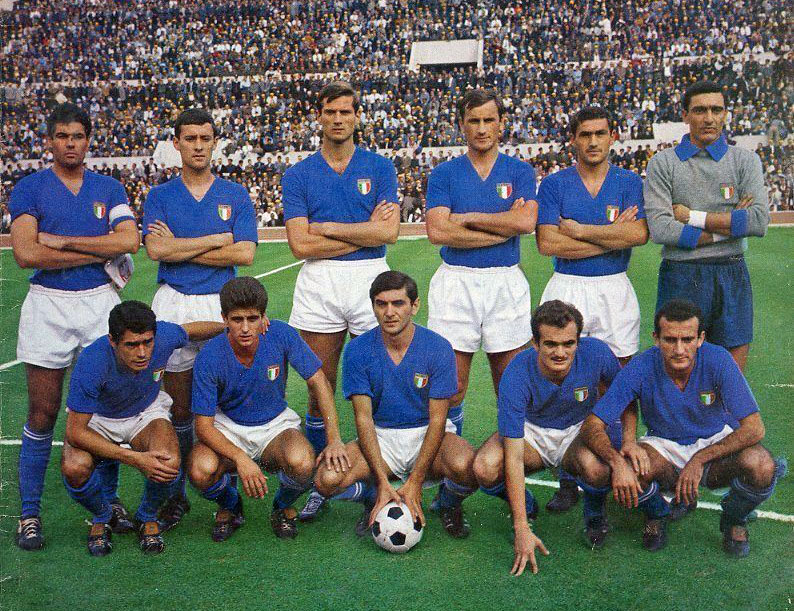
Đội tuyển Ý năm 1965

Năm 1949, 10 trong số 11 cầu thủ trong đội hình ban đầu của đội đã thiệt mạng trong một vụ tai nạn máy bay ảnh hưởng đến Torino, đội đã giành 5 chức vô địch Serie A trước đó. Ý đã không tiến xa hơn vòng đầu tiên của World Cup 1950, vì họ đã suy yếu nghiêm trọng do thảm họa hàng không. Đội đã di chuyển bằng thuyền chứ không phải bằng máy bay vì lo sợ một tai nạn khác.
Trong các trận chung kết World Cup 1954 và 1962, Ý không thể vượt qua vòng đầu tiên và không đủ điều kiện tham dự World Cup 1958 do thất bại 1–2 trước Bắc Ireland trong trận đấu cuối cùng của vòng loại. Ý đã không tham gia phiên bản đầu tiên của Giải vô địch châu Âu vào năm 1960 (khi đó được gọi là Cúp các quốc gia châu Âu), và bị Liên Xô loại ở vòng đầu tiên của vòng loại Cúp các quốc gia châu Âu năm 1964.
Việc họ tham dự World Cup 1966 đã kết thúc bằng thất bại 0–1 dưới tay CHDCND Triều Tiên. Mặc dù là ứng cử viên được yêu thích nhất của giải đấu, Azzurri, với đội hình năm 1966 bao gồm Gianni Rivera và Giacomo Bulgarelli, đã bị loại ở vòng đầu tiên bởi những người Bắc Triều Tiên bán chuyên nghiệp. Đội tuyển Ý đã bị lên án gay gắt khi trở về nhà, trong khi cầu thủ ghi bàn của Bắc Triều Tiên Pak Doo-ik được tôn vinh là chàng David đã giết Goliath. Khi tuyển Ý trở về nhà, những người hâm mộ tức giận đã ném trái cây và cà chua thối vào xe buýt chở họ ở sân bay.

### 1968–1974: Vô địch châu Âu và á quân World Cup

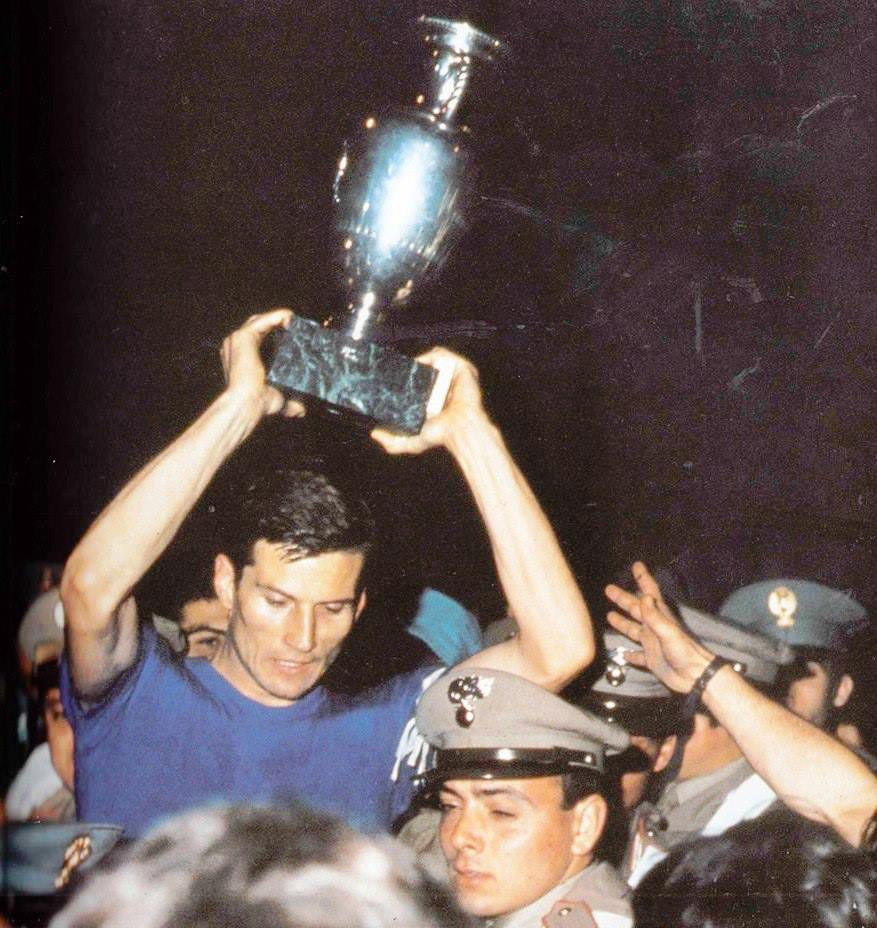
Đội trưởng Giacinto Facchetti nâng cúp UEFA Euro 1968

Năm 1968, Ý tham gia Giải vô địch châu Âu đầu tiên của họ, tổ chức Giải vô địch châu Âu và giành chức vô địch giải đấu lớn đầu tiên kể từ World Cup 1938, đánh bại Nam Tư tại Rome để giành danh hiệu. Trận đấu là trận chung kết Giải vô địch châu Âu hoặc Giải vô địch thế giới duy nhất phải đá lại. Sau hiệp phụ, trận chung kết kết thúc với tỷ số hòa 1–1, và trong những ngày trước loạt sút luân lưu, luật yêu cầu trận đấu phải được đá lại vài ngày sau đó. Ý đã thắng trận đá lại 2–0 (với các bàn thắng của Gigi Riva và Pietro Anastasi) để giành cúp.
Tại World Cup 1970, khai thác màn trình diễn của các cầu thủ vô địch châu Âu như Giacinto Facchetti, Gianni Rivera và Gigi Riva cùng với một trung vệ mới Roberto Boninsegna, đội đã có thể trở lại một trận chung kết World Cup sau 32 năm. Họ đạt được kết quả này sau một trong những trận đấu nổi tiếng nhất trong lịch sử bóng đá—"Trận đấu của thế kỷ", trận bán kết Giải vô địch bóng đá thế giới 1970 giữa Ý và Tây Đức mà Ý đã thắng 4–3 trong hiệp phụ, với năm trong số bảy bàn thắng được ghi. trong hiệp phụ. Sau đó, họ bị Brasil đánh bại 4–1 trong trận chung kết.
Chu kỳ thành công quốc tế đã kết thúc tại World Cup 1974, nơi đội bị loại ở vòng bảng sau trận thua 2–1 trước Ba Lan trong trận đấu cuối cùng của bảng.

### 1978–1986: Thế hệ thứ ba tại World Cup
Tại World Cup 1978 ở Argentina, một thế hệ cầu thủ Ý mới, nổi tiếng nhất là Paolo Rossi, bước ra đấu trường quốc tế. Ý là đội duy nhất trong giải đấu đánh bại nhà vô địch cuối cùng và đội chủ nhà Argentina. Các trận đấu ở vòng hai với Tây Đức (0–0), Áo (1–0) và Hà Lan (1–2) đã đưa Ý đến trận chung kết tranh hạng ba, nơi đội bị Brasil đánh bại 2–1. Trong trận đấu loại Ý khỏi giải đấu với Hà Lan, thủ môn Ý Dino Zoff đã bị đánh bại bởi một cú sút xa của Arie Haan, và Zoff đã bị chỉ trích vì thất bại. Ý đăng cai Euro 1980, giải đấu đầu tiên được tổ chức giữa tám đội thay vì bốn đội, tự động đủ điều kiện tham dự vòng chung kết với tư cách chủ nhà. Sau hai trận hòa với Tây Ban Nha và Bỉ và chiến thắng sít sao 1–0 trước Anh, Ý đã bị Tiệp Khắc đánh bại trong trận tranh hạng ba trên chấm phạt đền 9–8 sau khi Fulvio Collovati sút hỏng quả đá phạt.

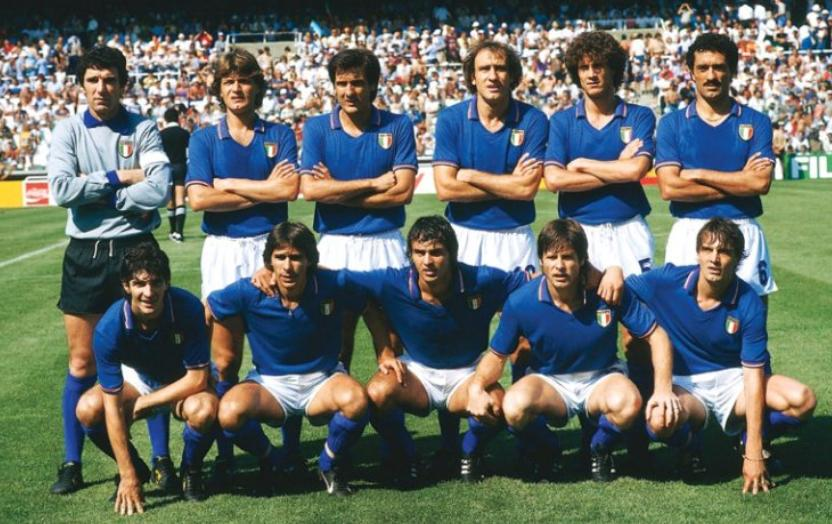
Đội hình xuất phát của Ý, trước trận đấu với Argentina trong trận đấu vòng bảng tại World Cup 1982

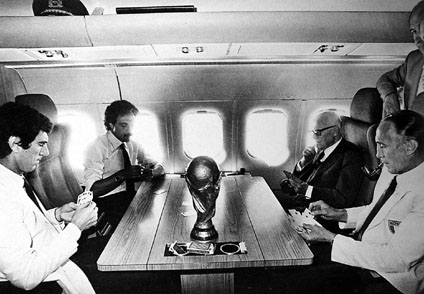
Một trong những bức ảnh được nhớ đến rộng rãi về FIFA World Cup 1982, Tổng thống Ý Sandro Pertini chơi scopone với Dino Zoff, Franco Causio và huấn luyện viên Bearzot.

Sau vụ bê bối ở Serie A, nơi một số cầu thủ của đội tuyển Quốc gia như Paolo Rossi bị truy tố và treo giò vì dàn xếp tỷ số và cá cược bất hợp pháp, Azzurri đã vượt qua vòng loại thứ hai của World Cup 1982 sau ba trận hòa tẻ nhạt trước Ba Lan, Peru và Cameroon. Bị chỉ trích ầm ĩ, đội tuyển Ý quyết định cấm báo chí từ đó trở đi, chỉ có huấn luyện viên Enzo Bearzot và đội trưởng Dino Zoff được chỉ định phát biểu trước báo giới. Italia tập hợp lại ở bảng 2, bảng tử thần với Argentina và Brasil. Trong trận mở màn, Ý thắng Argentina 2–1, với các bàn thắng của Ý, đều bởi những tiền đạo thuận chân trái, được ghi bởi Marco Tardelli và Antonio Cabrini. Sau khi Brazil đánh bại Argentina 3–1, Ý cần phải thắng để tiến vào bán kết. Hai lần Ý vươn lên dẫn trước nhờ các bàn thắng của Paolo Rossi và hai lần Brasil lội ngược dòng. Khi Falcão ghi bàn nâng tỷ số lên 2–2, lẽ ra Brasil đã vượt qua nhờ hiệu số bàn thắng bại, nhưng ở phút thứ 74, Rossi đã ghi bàn thắng ấn định chiến thắng, cho một cú hat-trick, trong một vòng cấm địa đông đúc để đưa Ý vào bán kết sau một những trận đấu vĩ đại nhất trong lịch sử World Cup.
Ý sau đó tiến vào trận bán kết, nơi họ đánh bại Ba Lan với hai bàn thắng của Rossi. Trong trận chung kết, Ý gặp Tây Đức, đội đã giành chiến thắng trong loạt sút luân lưu trước Pháp. Hiệp một kết thúc không có tỷ số, sau khi Antonio Cabrini bỏ lỡ quả phạt đền do Hans-Peter Briegel phạm lỗi với Bruno Conti. Trong hiệp hai, Paolo Rossi một lần nữa ghi bàn thắng đầu tiên, và trong khi người Đức đang dâng cao tấn công để tìm kiếm bàn gỡ hòa, Marco Tardelli và cầu thủ vào thay người Alessandro Altobelli đã kết thúc hai pha phản công khéo léo để nâng tỷ số lên 3–0. Paul Breitnerghi bàn thắng an ủi cho Tây Đức ở phút thứ bảy sau khi kết thúc trận đấu.
Tiếng hét của Tardelli "Gol! Gol!" là một trong những hình ảnh xác định chiến thắng World Cup 1982 của Ý. Paolo Rossi giành Chiếc giày vàng với sáu bàn thắng cũng như giải Quả bóng vàng cho cầu thủ xuất sắc nhất giải đấu, và thủ môn đội trưởng 40 tuổi Dino Zoff trở thành cầu thủ lớn tuổi nhất vô địch World Cup. Tuy nhiên, Ý không đủ điều kiện tham dự Euro 1984. Ý sau đó tham gia với tư cách là nhà đương kim vô địch tại World Cup 1986 nhưng bị loại bởi nhà đương kim vô địch châu Âu, Pháp, ở vòng 16 đội.

### 1986–1994: Á quân World Cup
Năm 1986, Azeglio Vicini được bổ nhiệm làm huấn luyện viên trưởng mới, thay thế Bearzot. Huấn luyện viên mới nhường cơ hội cho các cầu thủ trẻ, chẳng hạn như Ciro Ferrara và Gianluca Vialli: Tiền đạo của Sampdoria ghi bàn giúp Ý tham dự UEFA Euro 1988. Anh cũng được cho là người kế vị có thể của Altobelli, có thái độ mục tiêu giống như ông. Cả hai tiền đạo đều sút tung lưới Đức, nơi Liên Xô đánh bại Azzurri ở bán kết.

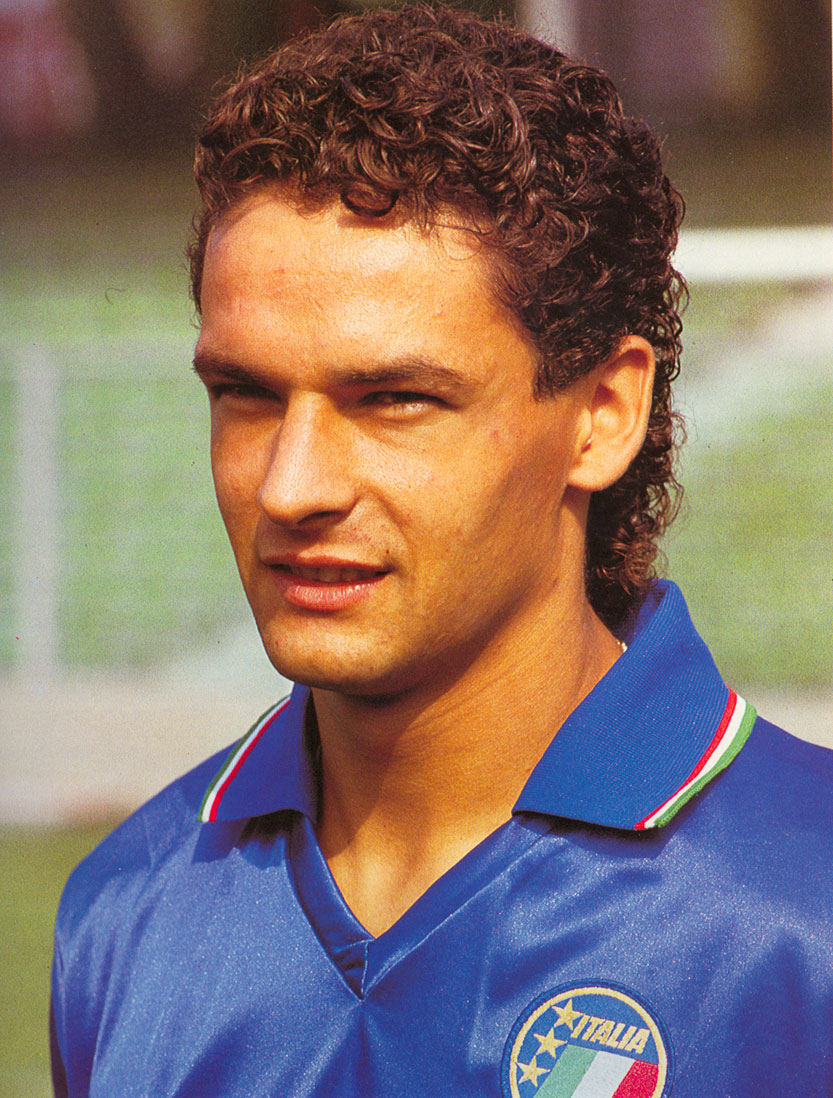
Roberto Baggio năm 1990

Ý tổ chức World Cup lần thứ hai vào năm 1990. Hàng công của Ý nổi bật với tiền đạo tài năng Salvatore Schillaci và Roberto Baggio trẻ tuổi. Ý đã chơi gần như tất cả các trận đấu của họ ở Rome và không để thủng lưới bàn nào trong năm trận đầu tiên; tuy nhiên, họ đã thua trong trận bán kết ở Napoli trước đương kim vô địch Argentina. Cầu thủ người Argentina Maradona, người từng chơi cho Napoli, đã đưa ra nhận xét trước trận đấu liên quan đến sự bất bình đẳng Bắc-Nam ở Ý và risorgimento, yêu cầu người Neapolitan cổ vũ Argentina trong trận đấu. Ý thua 4–3 trên chấm phạt đền sau khi hòa 1–1 sau hiệp phụ. Bàn mở tỷ số trong hiệp một của Schillaci đã bị gỡ hòa trong hiệp hai bởi pha đánh đầu của Claudio Caniggia cho Argentina. Aldo Serena sút hỏng quả phạt đền cuối cùng với Roberto Donadoni cũng bị thủ môn Sergio Goycochea cản phá quả phạt đền. Ý tiếp tục đánh bại Anh 2–1 trong trận tranh hạng ba tại Bari, với Schillaci ghi bàn thắng quyết định trên chấm phạt đền để trở thành vua phá lưới của giải đấu với sáu bàn thắng. Ý sau đó không đủ điều kiện tham dự UEFA Euro 1992. Vào tháng 11 năm 1993, lần đầu tiên FIFA xếp Ý ở vị trí đầu tiên trong Bảng xếp hạng FIFA kể từ khi hệ thống xếp hạng được giới thiệu vào tháng 12 năm 1992.

Franco Baresi đối đầu Romário trong trận chung kết FIFA World Cup 1994

Tại FIFA World Cup 1994 ở Hoa Kỳ, Ý đã thua trận mở màn trước Ireland với tỷ số 0–1 tại Sân vận động Giants gần Thành phố New York. Sau chiến thắng 1–0 trước Na Uy tại Thành phố New York và trận hòa 1–1 với México tại Sân vận động RFK ở Washington, D.C., Ý vượt qua Bảng E dựa trên số bàn thắng ghi được giữa bốn đội bằng điểm. Trong trận đấu ở vòng 16 tại Sân vận động Foxboro gần Boston, Ý đã thất bại muộn 0–1 trước Nigeria, nhưng Baggio đã giải cứu Ý bằng bàn gỡ hòa ở phút 88 và một quả phạt đền trong hiệp phụ để mang về chiến thắng. Baggio ghi một bàn thắng muộn khác vào lưới Tây Ban Nha tại trận tứ kết của họ ở Boston để ấn định chiến thắng 2–1 và hai bàn thắng vào lưới Bulgaria trong trận bán kết của họ ở Thành phố New York để giành chiến thắng 2–1 khác.
Trong trận chung kết, diễn ra tại sân vận động Rose Bowl ở Los Angeles cách 2.700 dặm (4.320 km) và ba múi giờ so với phần Đông Bắc Đại Tây Dương của Hoa Kỳ, nơi họ đã chơi tất cả các trận trước đó, Ý, đội có 24 giờ ít nghỉ ngơi hơn Brasil, chơi 120 phút không bàn thắng, đưa trận đấu đến loạt sút luân lưu, lần đầu tiên một trận chung kết World Cup được giải quyết bằng loạt sút luân lưu. Ý thua loạt luân lưu sau đó với tỷ số 3–2 sau khi Baggio, người đã thi đấu với sự hỗ trợ của một mũi tiêm thuốc giảm đau và gân khoeo bị băng bó nặng nề, đá hỏng quả phạt đền cuối cùng của trận đấu, sút dội xà ngang.

### 1996–2000: Á quân Giải vô địch châu Âu
Sau khi vượt qua vòng loại UEFA Euro 1996 bằng điểm với Croatia, Ý đã không vượt qua vòng bảng ở giải đấu cuối cùng. Đánh bại Nga với tỷ số 2–1 nhưng để thua Cộng hòa Séc với tỷ số tương tự, Ý cần phải thắng trong trận đấu cuối cùng của vòng bảng để tiến vào tứ kết. Gianfranco Zola không thực hiện được quả phạt đền quyết định trong trận hòa 0–0 trước Đức, đội cuối cùng đã vô địch giải đấu.
Tụt xuống vị trí thứ hai sau Anh trong chiến dịch vòng loại cho World Cup 1998, Ý giành một suất tham dự giải đấu cuối cùng sau khi đánh bại Nga trong trận play-off, với bàn thắng quyết định của Pierluigi Casiraghi trong chiến thắng chung cuộc 2–1 vào ngày 15 tháng 11 năm 1997. Sau khi đứng nhất bảng và vượt qua Na Uy ở vòng hai, Ý phải đối mặt với loạt sút luân lưu ở tứ kết, lần thứ ba liên tiếp khi tham dự World Cup. Phía Ý, nơi Alessandro Del Piero và Baggio làm mới bộ đôi tiếp sức gây tranh cãi giữa Mazzola và Rivera từ năm 1970, đã cầm hòa nhà vô địch thế giới cuối cùng và đội chủ nhà, Pháp, với tỷ số hòa 0–0 sau hiệp phụ, nhưng thua 4–3 trong loạt đá luân lưu. Với hai bàn thắng ghi được trong giải đấu này, Baggio vẫn là cầu thủ Ý duy nhất ghi bàn trong ba kỳ FIFA World Cup khác nhau.

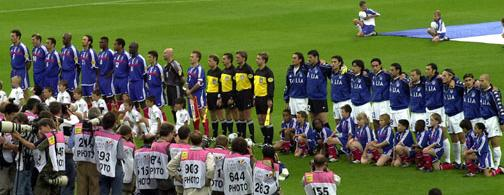
Ý (phải) xếp hàng trước trận chung kết UEFA Euro 2000 với Pháp

Hai năm sau, Ý phải đối mặt với một loạt sút luân lưu khác tại UEFA Euro 2000 nhưng đã giành chiến thắng trước đội đồng chủ nhà, Hà Lan trong trận bán kết. Thủ môn người Ý Francesco Toldo cản phá được một quả phạt đền trong trận đấu và hai quả phạt đền trong loạt sút luân lưu, trong khi các cầu thủ Hà Lan sút hỏng một quả phạt đền khác trong trận đấu và một quả phạt đền trong loạt sút luân lưu với tỷ lệ một quả phạt đền được ghi trong sáu lần thực hiện. Tiền đạo Francesco Totti đã ghi bàn thắng trên chấm phạt đền bằng cú chip cucchiaio ("thìa"). Ý kết thúc giải đấu với vị trí á quân, thua chung cuộc 1–2 trước Pháp (bàn thắng vàng trong hiệp phụ) sau khi để thủng lưới bàn gỡ hòa chỉ 30 giây trước khi hết thời gian bù giờ. Sau thất bại, huấn luyện viên Dino Zoff đã từ chức để phản đối sau khi bị chủ tịch câu lạc bộ AC Milan và chính trị gia Silvio Berlusconi chỉ trích.

### 2000–2004: Kỷ nguyên Trapattoni
Giovanni Trapattoni phụ trách đội vào tháng 7 năm 2000 sau khi Dino Zoff từ chức. Chơi ở Nhóm 8 của quá trình vòng loại FIFA World Cup 2002, Ý đã bất bại sau khi đối đầu với România, Georgia, Hungary và Litva. Ở vòng chung kết, chiến thắng 2–0 trước Ecuador với cú đúp của Christian Vieri, sau đó là một loạt trận tranh cãi. Trong trận đấu với Croatia, trọng tài người Anh Graham Poll đã không công nhận hai bàn thắng dẫn đến thất bại 1–2 cho Ý. Bất chấp hai bàn thua do lỗi việt vị, bàn thắng muộn bằng đầu của Alessandro Del Piero đã giúp Ý có trận hòa 1–1 với México, đủ để tiến vào vòng loại trực tiếp.
Đồng chủ nhà Hàn Quốc đã loại Ý ở vòng 16 đội với tỷ số 2–1. Trận đấu gây tranh cãi với các thành viên của đội Ý, đáng chú ý nhất là tiền đạo Francesco Totti và huấn luyện viên Giovanni Trapattoni, cho thấy một âm mưu loại Ý khỏi giải đấu. Trapattoni thậm chí còn cáo buộc FIFA ra lệnh cho quan chức này đảm bảo Hàn Quốc thắng để một trong hai quốc gia chủ nhà tiếp tục tham dự giải đấu. Các quyết định gây tranh cãi nhất của trọng tài Byron Moreno là quả phạt đền sớm được trao cho Hàn Quốc (do Buffon cản phá), bàn thắng vàng của Damiano Tommasi bị thổi phạt việt vị, và việc Totti bị đuổi khỏi sân sau khi nhận thẻ vàng thứ hai vì hành vi ăn vạ trong vòng cấm. Chủ tịch FIFA Sepp Blatter tuyên bố rằng các trọng tài biên là một "thảm họa" và thừa nhận rằng Ý đã mắc phải những lỗi việt vị tồi tệ trong các trận đấu vòng bảng, nhưng ông bác bỏ các cáo buộc âm mưu. Trong khi đặt câu hỏi về việc Totti bị Moreno đuổi khỏi sân, Blatter từ chối đổ lỗi hoàn toàn trận thua của Ý cho các trọng tài, nói rằng: "Việc Ý bị loại không chỉ do trọng tài và trọng tài biên mắc lỗi không tính trước. Ý đã phạm sai lầm cả trong phòng ngự và tấn công."
Trapattoni tiếp tục huấn luyện đội tuyển Ý tham dự UEFA Euro 2004 tại Bồ Đào Nha. Anh ấy đã hướng dẫn đội cán đích ở vị trí đầu tiên trong Nhóm 9 khi vượt qua Wales, Serbia và Montenegro, Phần Lan và Azerbaijan. Với các trận hòa trước Đan Mạch và Thụy Điển cùng với chiến thắng trước Bulgaria ở bảng C, Ý đã bị loại sau tỷ số 5 điểm ba bên dựa trên số bàn thắng ghi được trong các trận đấu giữa các đội bằng điểm. Thủ môn Gianluigi Buffon và chủ tịch liên đoàn bóng đá Ý khi đó là Franco Carraro cáo buộc các đội Thụy Điển và Đan Mạch dàn xếp kết quả. Bất chấp những lời kêu gọi, người phát ngôn của UEFA khi đó là Robert Faulkner cho biết tổ chức này sẽ không điều tra kết quả.
Sau khi ban đầu từ chối từ chức sau khi Ý bị loại khỏi giải đấu, Liên đoàn bóng đá Ý đã thay thế Tapattoni bằng Marcello Lippi.

### Lần thứ tư vô địch World Cup năm 2006

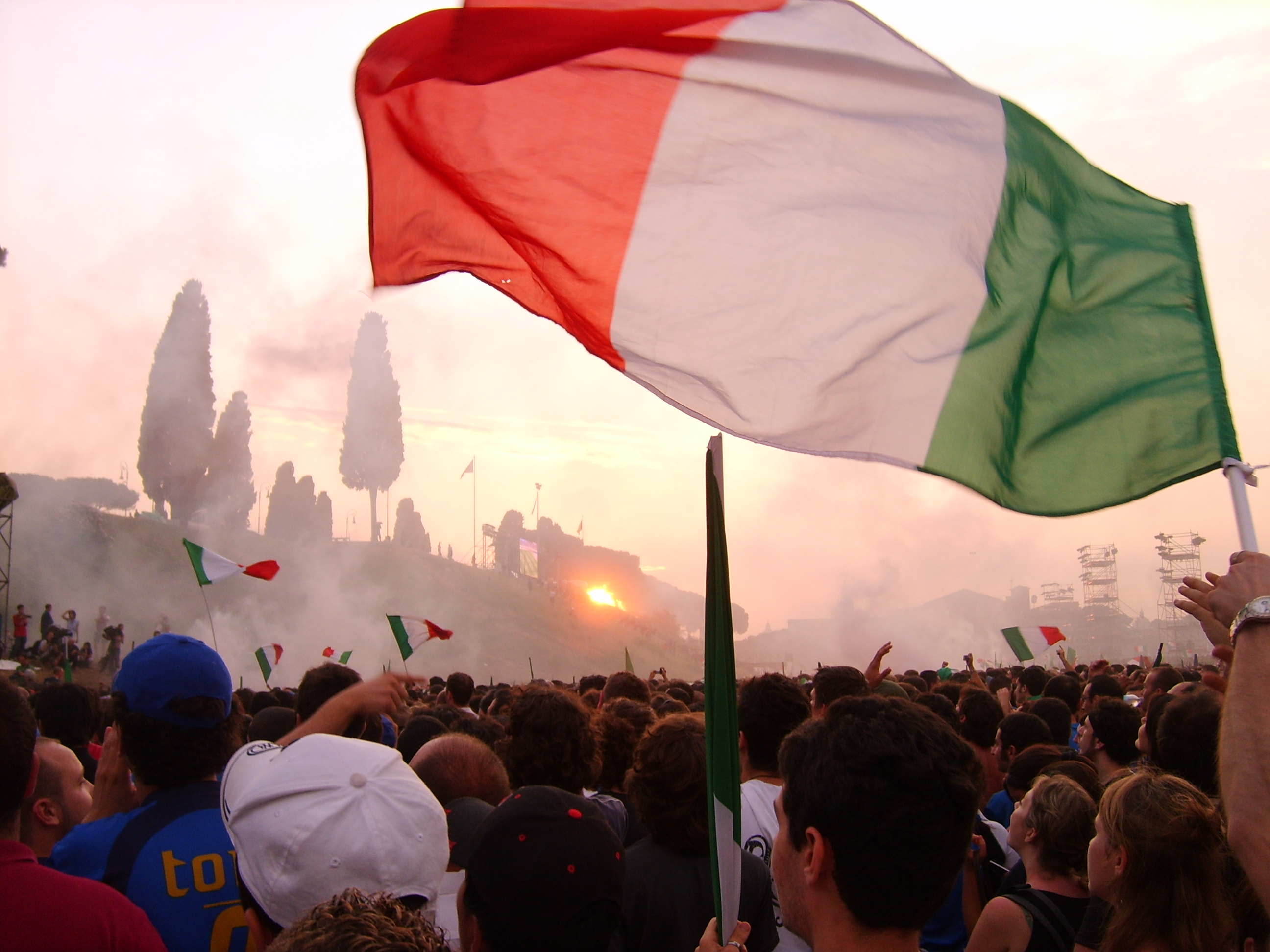
Không khí tại khu Circus Maximus ở Roma, sau khi Ý gỡ hoà trước Pháp

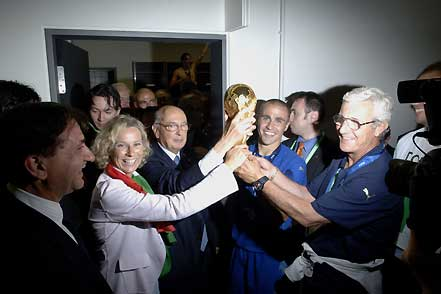
Tổng thống Ý Giorgio Napolitano chúc mừng huấn luyện viên Lippi và đội trưởng Cannavaro sau trận chung kết với Pháp

Lippi có trận ra mắt đầu tiên trong trận thua 0–2 trước Iceland vào tháng 8 năm 2004 nhưng cuối cùng đã đủ điều kiện tham dự FIFA World Cup 2006.
Với những tranh cãi đang diễn ra ở giải quốc nội, Ý bước vào giải đấu cuối cùng với tư cách là một trong tám đội hạt giống và được xếp vào Bảng E cùng với Ghana, Hoa Kỳ và Cộng hòa Séc. Ý đã thắng trận mở màn, 2–0, trước đội bóng châu Phi, với các bàn thắng của Andrea Pirlo và cầu thủ vào thay người Vincenzo Iaquinta. Chủ tịch FIFA Sepp Blatter đánh giá màn trình diễn của đội là tốt nhất trong các trận khai mạc. Trận đấu thứ hai với Hoa Kỳ kết thúc với tỷ số hòa 1-1 với cú đánh đầu của Alberto Gilardino gỡ hòa bằng bàn phản lưới nhà của Cristian Zaccardo. Trong trận đấu, De Rossi bị đuổi khỏi sân và sau đó bị treo giò 4 trận vì thúc cùi chỏ vào tiền đạo người Mỹ Brian McBride. Ý đứng đầu bảng E với chiến thắng 2–0 trước Cộng hòa Séc, với các bàn thắng của Marco Materazzi và Filippo Inzaghi, tiến vào vòng loại trực tiếp.
Ở vòng 16 đội, Ý giành chiến thắng 1–0 trước Úc nhờ Francesco Totti ghi một quả phạt đền sau khi trọng tài Luis Medina Cantalejo cho rằng Lucas Neill đã phạm lỗi với Fabio Grosso. Ý vượt qua Ukraina, 3–0, sau khi sớm dẫn trước nhờ công của Gianluca Zambrotta và các bàn thắng bổ sung của Luca Toni. Lippi dành chiến thắng cho cựu tuyển thủ Ý Gianluca Pessotto, người đang ở trong bệnh viện hồi phục sau một nỗ lực tự sát rõ ràng. Ở bán kết, Ý đánh bại chủ nhà Đức 2–0 nhờ các bàn thắng của Fabio Grosso và Alessandro Del Piero ở những phút cuối cùng của hiệp phụ.
Azzurri đã giành chức vô địch World Cup lần thứ tư sau khi đánh bại Pháp trong trận chung kết. Đội trưởng tuyển Pháp Zinedine Zidane đã mở tỷ số từ quả phạt đền ở phút thứ bảy trước khi Materazzi ghi bàn từ một quả phạt góc, mười hai phút sau. Tỉ số vẫn được giữ nguyên dù đến hiệp phụ và Zidane bị đuổi khỏi sân vì húc đầu vào Materazzi. Ý tiếp tục giành chiến thắng trong loạt sút luân lưu với tỷ số 5–3, với việc tất cả các cầu thủ Ý đều ghi bàn.
FIFA đã điền tên bảy cầu thủ Ý — Gianluigi Buffon, Fabio Cannavaro, Gianluca Zambrotta, Andrea Pirlo, Gennaro Gattuso, Francesco Totti và Luca Toni — vào All Star Team 23 cầu thủ của giải đấu. Buffon cũng giành được Giải thưởng Lev Yashin, được trao cho thủ môn xuất sắc nhất giải đấu; anh chỉ để thủng lưới hai bàn trong bảy trận đấu của giải đấu, bàn đầu tiên do Zaccardo phản lưới nhà và bàn thứ hai từ quả phạt đền của Zidane trong trận chung kết, và bất bại trong 460 phút liên tiếp. Để vinh danh Ý giành chức vô địch FIFA World Cup lần thứ tư, các thành viên của đội đã được trao tặng Huân chương Cavaliere của Ý.

### 2006–2010: Suy tàn sau World Cup
Marcello Lippi, người đã tuyên bố từ chức ba ngày sau chức vô địch World Cup, được thay thế bởi Roberto Donadoni với tư cách là huấn luyện viên mới của Azzurri. Ý thi đấu tại Bảng B Vòng loại UEFA Euro 2008, cùng với Pháp. Ý đứng đầu bảng, với Pháp là á quân. Vào ngày 14 tháng 2 năm 2007, Ý leo lên vị trí thứ nhất trong Bảng xếp hạng FIFA từ vị trí thứ hai, với tổng số 1.488 điểm, hơn đội xếp thứ hai là Argentina 37 điểm. Đây là lần thứ hai trong lịch sử Azzurri được xếp ở vị trí đầu tiên, lần đầu tiên là vào năm 1993; họ cũng sẽ được xếp hạng đầu tiên nhiều lần trong suốt năm 2007, cũng vào tháng 4 đến tháng 6 và tháng 9.
Tại UEFA Euro 2008, Azzurri để thua 0–3 trước Hà Lan trong trận mở màn vòng bảng. Trận đấu tiếp theo với România kết thúc với tỷ số 1–1, với bàn thắng của Christian Panucci chỉ một phút sau khi Adrian Mutu của Romania tận dụng sai lầm của Gianluca Zambrotta để đưa Romania vượt lên dẫn trước. Kết quả được bảo toàn nhờ Gianluigi Buffon cản phá thành công quả phạt đền của Mutu ở phút 80. Trận đấu cuối cùng vòng bảng với Pháp, trận tái đấu của Vòng chung kết Giải vô địch bóng đá thế giới 2006, Ý giành chiến thắng 2–0. Andrea Pirlo ghi bàn từ chấm phạt đền sau pha phạm lỗi và thẻ đỏ dành cho hậu vệ người Pháp Éric Abidal, và sau đó là quả đá phạt trực tiếp của Daniele De Rossi đi chệch hướng dẫn đến bàn thắng thứ hai cho Ý. Romania, bước vào ngày đầu tiên dẫn trước Ý một điểm ở bảng C, để thua Hà Lan 2–0, giúp Ý giành quyền vào tứ kết gặp nhà vô địch cuối cùng là Tây Ban Nha, nơi họ thua 2–4 trên chấm luân lưu sau khi hòa 0–0 sau 120 phút. Trong vòng một tuần sau trận đấu, hợp đồng của Roberto Donadoni bị chấm dứt và Marcello Lippi được tái bổ nhiệm làm huấn luyện viên.
Ý đã đủ điều kiện tham dự FIFA Confederations Cup lần đầu tiên được tổ chức tại Nam Phi vào tháng 6 năm 2009 nhờ vô địch World Cup 2006. Họ đã thắng trận mở màn của giải đấu với tỷ số 3–1 trước Hoa Kỳ, nhưng các thất bại sau đó trước Ai Cập (0–1) và Brasil (0–3) đồng nghĩa với việc họ chỉ đứng thứ ba trong bảng nhờ số bàn thắng ghi được, và đã bị loại.
Vào tháng 10 năm 2009, họ vượt qua vòng loại sau khi hòa Cộng hòa Ireland 2–2. Vào ngày 4 tháng 12 năm 2009, lễ bốc thăm chia bảng World Cup đã được thực hiện: Ý sẽ nằm ở Bảng F cùng với ba đội yếu hơn: Paraguay, New Zealand và Slovakia. Tại FIFA World Cup 2010 ở Nam Phi, đương kim vô địch Ý bất ngờ bị loại ngay từ vòng đầu tiên, xếp cuối bảng. Sau khi bị Paraguay và New Zealand cầm hòa 1–1, họ để thua 2–3 trước Slovakia. Đây là lần đầu tiên Ý không thể thắng một trận nào tại một giải đấu vòng chung kết World Cup, và sau đó trở thành đội tuyển thứ ba bị loại ngay từ vòng bảng khi đang là dương kim vô địch World Cup; đầu tiên là Brasil vào năm 1966 và Pháp thứ hai vào năm 2002. Thật trùng hợp, Pháp từng là đối thủ của Ý và thua trận chung kết tại World Cup 2006, cũng bị loại mà không thắng nổi trận nào ở vòng đầu tiên tại Nam Phi, khiến đây là lần đầu tiên không có đội nào lọt vào trận chung kết của giải đấu trước không thể lọt vào vòng thứ hai.

### 2010–2014: Á quân Giải vô địch châu Âu

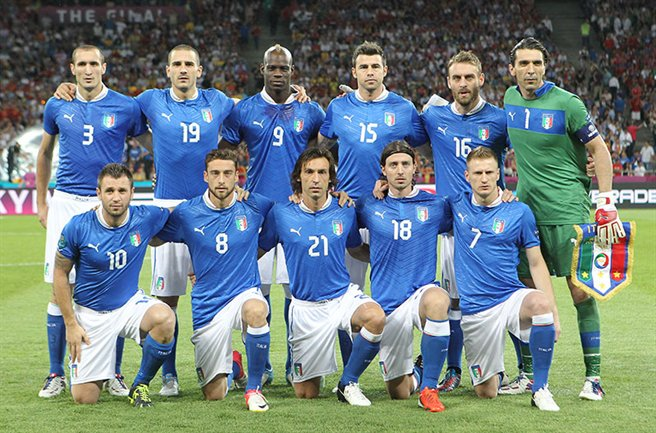
Đội tuyển bóng đá quốc gia Ý trước trận Chung kết UEFA Euro 2012, Sân vận động Olympic, Kyiv, 1 tháng 7 năm 2012

Marcello Lippi từ chức sau chiến dịch World Cup của Ý và được thay thế bởi Cesare Prandelli, mặc dù người kế nhiệm Lippi đã được công bố trước giải đấu. Ý bắt đầu chiến dịch của họ với Prandelli bằng trận thua 0–1 trước Bờ Biển Ngà trong một trận giao hữu. Trong vòng loại Euro 2012, Ý lội ngược dòng đánh bại Estonia 2–1. Ở vòng loại Euro tiếp theo, Ý đã thống trị Quần đảo Faroe với tỷ số 5–0. Ý sau đó hòa 0–0 với Bắc Ireland. Năm ngày sau, Ý đấu với Serbia; tuy nhiên, người hâm mộ Serbia ở Stadio Luigi Ferraris bắt đầu náo loạn, ném pháo sáng và bắn pháo hoa xuống sân, sau đó khiến trận đấu phải hủy bỏ. Sau khi xem xét kỷ luật của UEFA, Ý đã được trao chiến thắng 3–0 để đưa họ lên đầu bảng. Trong trận đấu đầu tiên của họ trong năm 2011, Ý đã hòa 1–1 trong trận giao hữu với Đức tại Dortmund, tại chính sân vận động mà họ đã đánh bại Đức 2–0 để tiến vào trận chung kết của Giải vô địch bóng đá thế giới 2006. Vào tháng 3 năm 2011, Ý giành chiến thắng 1–0 trước Slovenia để một lần nữa đảm bảo vị trí đầu bảng vòng loại. Sau đó, họ đánh bại Ukraine 2–0 trong một trận giao hữu, mặc dù bị giảm tới 10 người trong giai đoạn cuối của trận đấu. Với thất bại 3–0 của Estonia ở một trận đấu khác vòng loại Euro 2012, Ý của Prandelli đã dẫn đầu bảng và cũng có 9 trận bất bại liên tiếp kể từ thất bại đầu tiên. Kỉ lục này đã kết thúc vào ngày 7 tháng 6 năm 2011 bởi đội bóng hiện tại của Trapattoni, Cộng hòa Ireland, với việc Ý thua 0–2 trong trận giao hữu ở Liège.
Vào đầu mùa giải thứ hai dưới thời huấn luyện viên Prandelli, vào ngày 10 tháng 8 năm 2011, Ý đã đánh bại đương kim vô địch thế giới Tây Ban Nha với tỷ số 2-1 trong một trận giao hữu diễn ra tại Stadio San Nicola của Bari, nhưng để thua trong một trận giao hữu trước Hoa Kỳ, 0–1, trên sân nhà vào ngày 29 tháng 2 năm 2012. Ý bắt đầu chiến dịch UEFA Euro 2012 với trận hòa 1–1 trước Tây Ban Nha, và trong trận đấu tiếp theo, họ hòa 1–1 trước Croatia. Họ đứng thứ hai trong bảng sau Tây Ban Nha khi đánh bại Cộng hòa Ireland 2–0, giúp họ giành quyền vào tứ kết với đội thắng bảng D, Anh. Sau một tình huống chủ yếu là một chiều mà Ý không tận dụng được cơ hội của mình, họ đã đánh bại Anh trên chấm phạt đền, mặc dù họ đã bị dẫn trước trong loạt luân lưu sớm. Một pha cứu thua của thủ môn Gianluigi Buffon đã đưa họ vượt lên dẫn trước sau cú sút hiểm hóc của Andrea Pirlo. Đội bóng của Prandelli thắng loạt luân lưu 4–2. Trong trận đấu tiếp theo, trận bán kết đầu tiên của giải đấu, họ phải đối mặt với đội tuyển Đức, đội được nhiều người cho là nhà vô địch châu Âu tiếp theo. Tuy nhiên, hai bàn thắng trong hiệp một của Mario Balotelli chứng kiến Đức về nước, và người Ý đã lọt vào trận chung kết để đối mặt với những nhà đương kim vô địch Tây Ban Nha. Trong trận chung kết, họ đã không thể lặp lại thành tích trước đó trước Tây Ban Nha, thất thủ 4–0 để mất chức vô địch. Các cầu thủ của Prandelli còn bị hủy hoại bởi chuỗi chấn thương khiến họ phải chơi với mười người trong nửa giờ qua, khi cầu thủ dự bị Thiago Motta buộc phải rời sân sau khi thực hiện cả ba lần thay người.
Tại FIFA Confederations Cup 2013 ở Brasil, Ý bắt đầu ở cùng bảng với México, Nhật Bản và Brasil. Sau khi đánh bại México 2–1 và Nhật Bản 4–3, Ý cuối cùng đã thua trận cuối cùng vòng bảng trước chủ nhà Brazil 4–2. Ý sau đó đối đầu với Tây Ban Nha ở bán kết, trong trận tái đấu của trận chung kết Euro 2012. Ý thua 6–7 (0–0 sau hiệp phụ) trong loạt sút luân lưu sau khi Leonardo Bonucci thực hiện không thành công quả đá phạt đền của mình. Prandelli được khen ngợi về chiến thuật của ông trước các nhà đương kim vô địch World Cup và châu Âu. Ý sau đó đã có thể giành chiến thắng trong trận tranh hạng ba khi đánh bại Uruguay với tỷ số 5–4 (2–2 sau hiệp phụ). Ý đã được bốc thăm ở Bảng B cho Chiến dịch vòng loại World Cup 2014. Họ đã giành chiến thắng ở vòng loại mà không để thua trận nào. Mặc dù lần chạy thành công này, họ đã không được xếp hạt giống vào nhóm 1 cho lần xếp hạt giống cuối cùng. Vào tháng 12 năm 2013, Ý được xếp vào bảng D với Costa Rica, Anh và Uruguay. Trong khi Ý đánh bại Anh 2–1 trong trận đầu tiên, đội yếu hơn là Costa Rica đánh bại Ý 1–0 trong trận đấu thứ hai ở vòng bảng. Trong trận đấu cuối cùng vòng bảng của Ý, họ đã bị loại bởi Uruguay 1–0, một phần do hai quyết định gây tranh cãi của trọng tài Marco Antonio Rodríguez (México). Phút 59, tiền vệ Claudio Marchisio bị đuổi khỏi sân sau một pha vào bóng đáng ngờ. Sau đó ở phút 80, với tỷ số hòa 0–0 mà lẽ ra Ý sẽ vào vòng trong, tiền đạo người Uruguay Luis Suárez đã cắn vào vai hậu vệ Giorgio Chiellini nhưng không bị đuổi khỏi sân. Uruguay tiếp tục ghi bàn sau đó ở phút 81 với cú đánh đầu của Diego Godín từ một quả phạt góc, giành chiến thắng 1–0 và loại Ý. Đây là lần thứ hai liên tiếp Ý không lọt vào vòng 16 đội tại các VCK World Cup. Ngay sau trận thua này, huấn luyện viên Cesare Prandelli đã từ chức.

### 2014–2016: Chiến dịch Euro 2016
Cựu huấn luyện viên thành công của Juventus, Antonio Conte, đã được chọn để thay thế Cesare Prandelli làm huấn luyện viên sau World Cup 2014. Trận ra mắt của Conte với tư cách là huấn luyện viên là trận đấu với đội vào bán kết World Cup 2014 là Hà Lan, khi đó Ý thắng 2–0. Thất bại đầu tiên của Ý dưới thời Conte diễn ra sau 10 trận đấu sau trận thua giao hữu quốc tế 1–0 trước Bồ Đào Nha vào ngày 16 tháng 6 năm 2015. Vào ngày 10 tháng 10 năm 2015, Ý đủ điều kiện tham dự Euro 2016, nhờ chiến thắng 3–1 trước Azerbaijan; kết quả đó có nghĩa là Ý đã có 50 trận bất bại ở vòng loại châu Âu. Ba ngày sau, với chiến thắng 2–1 trước Na Uy, Ý đứng đầu bảng vòng loại Euro 2016 với 24 điểm; hơn đội xếp thứ hai là Croatia bốn điểm. Với số phận tương tự như lễ bốc thăm vòng bảng World Cup 2014, Ý không được xếp vào nhóm hạt giống số một. Điều này khiến Ý phải đối đầu với Bỉ, Thụy Điển và Cộng hòa Ireland ở bảng E.
Vào ngày 4 tháng 4 năm 2016, có thông báo rằng Antonio Conte sẽ từ chức huấn luyện viên đội tuyển Ý sau Euro 2016 để trở thành huấn luyện viên trưởng của câu lạc bộ Anh Chelsea khi bắt đầu mùa giải Premier League 2016–17. Đội hình 23 người, ban đầu bị nhiều người hâm mộ và giới truyền thông chỉ trích về chiến thuật và chất lượng, chứng kiến sự vắng mặt đáng chú ý với Andrea Pirlo và Sebastian Giovinco bị loại gây tranh cãi và Claudio Marchisio và Marco Verratti vắng mặt vì chấn thương. Ý mở màn Euro 2016 với chiến thắng 2–0 trước Bỉ vào ngày 13 tháng 6. Ý vượt qua vòng 16 với một trận đấu còn lại vào ngày 17 tháng 6 với bàn thắng duy nhất của Éder trong chiến thắng trước Thụy Điển; lần đầu tiên họ thắng trận thứ hai ở một giải đấu quốc tế lớn kể từ Euro 2000. Ý cũng lần đầu tiên đứng đầu bảng đấu ở một giải đấu lớn kể từ World Cup 2006. Ý đánh bại đương kim vô địch châu Âu Tây Ban Nha 2–0 trong trận đấu thuộc vòng 16 đội vào ngày 27 tháng 6. Ý sau đó đối đầu với các nhà đương kim vô địch thế giới, kình địch Đức, trong trận tứ kết. Mesut Özil ghi bàn mở tỷ số ở phút 65 cho Đức, trước khi Leonardo Bonucci thực hiện thành công quả phạt đền ở phút 78 cho Ý. Tỷ số vẫn là 1–1 sau hiệp phụ và Đức đánh bại Ý 6–5 trong loạt sút luân lưu sau đó. Đó là lần đầu tiên Đức vượt qua Ý ở một giải đấu lớn.

### Không thể vượt qua vòng loại World Cup 2018
Đối với vòng loại Giải vô địch bóng đá thế giới 2018, Ý được xếp vào nhóm thứ hai do đứng ở vị trí thứ 17 trên Bảng xếp hạng bóng đá nam FIFA tại thời điểm bốc thăm chia bảng; Ý đã được bốc thăm với Tây Ban Nha từ nhóm một vào ngày 25 tháng 7 năm 2015. Sau khi Conte rời đi theo kế hoạch sau Euro 2016, Gian Piero Ventura đã tiếp quản vị trí huấn luyện viên cho đội vào ngày 18 tháng 7 năm 2016, ký hợp đồng hai năm. Trận đấu đầu tiên của ông trên cương vị chỉ đạo là trận giao hữu với Pháp, được tổ chức tại Stadio San Nicola vào ngày 1 tháng 9, kết thúc với tỷ số thua 1–3. Bốn ngày sau, ông giành chiến thắng trong trận đấu chính thức đầu tiên dẫn dắt đội tuyển Ý, trận mở màn của đội tuyển tại Vòng loại Giải vô địch bóng đá thế giới 2018 gặp Israel tại Haifa, kết thúc với chiến thắng 3–1 cho Ý.
Sau khi Ý thắng tất cả các trận vòng loại ngoại trừ trận hòa 1–1 trên sân nhà trước Macedonia, cũng như trận hòa 1–1 với Tây Ban Nha trên sân nhà vào ngày 6 tháng 10 năm 2016 và trận thua 3–0 trước Tây Ban Nha vào ngày 2 tháng 9 năm 2017, Ý kết thúc ở bảng G ở vị trí thứ hai, kém Tây Ban Nha năm điểm. Ý sau đó buộc phải vượt qua vòng play-off gặp Thụy Điển. Sau trận thua chung cuộc 0–1 trước Thụy Điển, vào ngày 13 tháng 11 năm 2017, Ý không thể vượt qua vòng loại World Cup 2018, lần đầu tiên họ không thể vượt qua vòng loại World Cup kể từ năm 1958. Ngay sau trận đấu, các cựu binh Andrea Barzagli, Daniele De Rossi và đội trưởng Gianluigi Buffon đều đã tuyên bố giã từ đội tuyển quốc gia. Vào ngày 15 tháng 11 năm 2017, Ventura bị sa thải khỏi vị trí huấn luyện viên trưởng, và vào ngày 20 tháng 11 năm 2017, Carlo Tavecchio từ chức chủ tịch Liên đoàn bóng đá Ý.

### 2018–2023: Kỷ nguyên Mancini

#### Sự hồi sinh và danh hiệu châu Âu thứ hai
Vào ngày 5 tháng 2 năm 2018, huấn luyện viên U-21 Ý Luigi Di Biagio được bổ nhiệm làm huấn luyện viên tạm quyền của đội cấp cao. Vào ngày 17 tháng 3 năm 2018, bất chấp quyết định giải nghệ ban đầu của các cựu binh Buffon và Chiellini, cả hai đều được triệu tập cho trận giao hữu với Ý vào tháng 3 năm 2018 bởi huấn luyện viên tạm quyền Di Biagio. Sau các trận giao hữu vào tháng 3 với Argentina và Anh, trong đó Ý lần lượt bị đánh bại và bị cầm hòa, vào ngày 12 tháng 4 năm 2018, Ý đã tụt sáu bậc xuống Bảng xếp hạng Thế giới FIFA thấp nhất của họ vào thời điểm đó, xuống vị trí thứ 20. Vào ngày 14 tháng 5 năm 2018, Roberto Mancini được công bố là huấn luyện viên mới. Vào ngày 28 tháng 5 năm 2018, Ý đã thắng trận đầu tiên dưới thời Mancini, chiến thắng 2–1 trong trận giao hữu trước Ả Rập Xê Út. Vào ngày 16 tháng 8 năm 2018, trong Bảng xếp hạng bóng đá nam FIFA sau World Cup 2018, Ý đã tụt hai bậc xuống thứ hạng thấp nhất từ trước đến nay của họ, xuống vị trí thứ 21. Vào ngày 7 tháng 9 năm 2018, Ý tham gia giải đấu mới UEFA Nations League, hòa trận đầu tiên của giải đấu với Ba Lan tại Bologna với tỷ số 1–1.
Vào ngày 12 tháng 10 năm 2019, Ý vượt qua vòng loại Euro 2020 với ba trận đấu còn lại sau chiến thắng 2–0 trên sân nhà trước Hy Lạp. Vào ngày 18 tháng 11, Ý kết thúc bảng J với mười trận thắng trong cả mười trận đấu, trở thành đội tuyển quốc gia thứ sáu đủ điều kiện tham dự Giải vô địch châu Âu với thành tích hoàn hảo, và là đội bóng thứ bảy, sau Pháp (1992 và 2004), Cộng hòa Séc (2000), Đức, Tây Ban Nha (cả hai năm 2012) và Anh (2016). Vào ngày 17 tháng 3 năm 2020, UEFA xác nhận rằng Euro 2020 đã bị hoãn lại một năm để đối phó với đại dịch COVID-19 tại Châu Âu.
Vào ngày 18 tháng 11 năm 2020, với chiến thắng 2–0 trên sân khách trước Bosnia và Herzegovina, Ý đã về nhất bảng đấu UEFA Nations League 2020–21 và đủ điều kiện tham dự vòng chung kết của giải đấu.

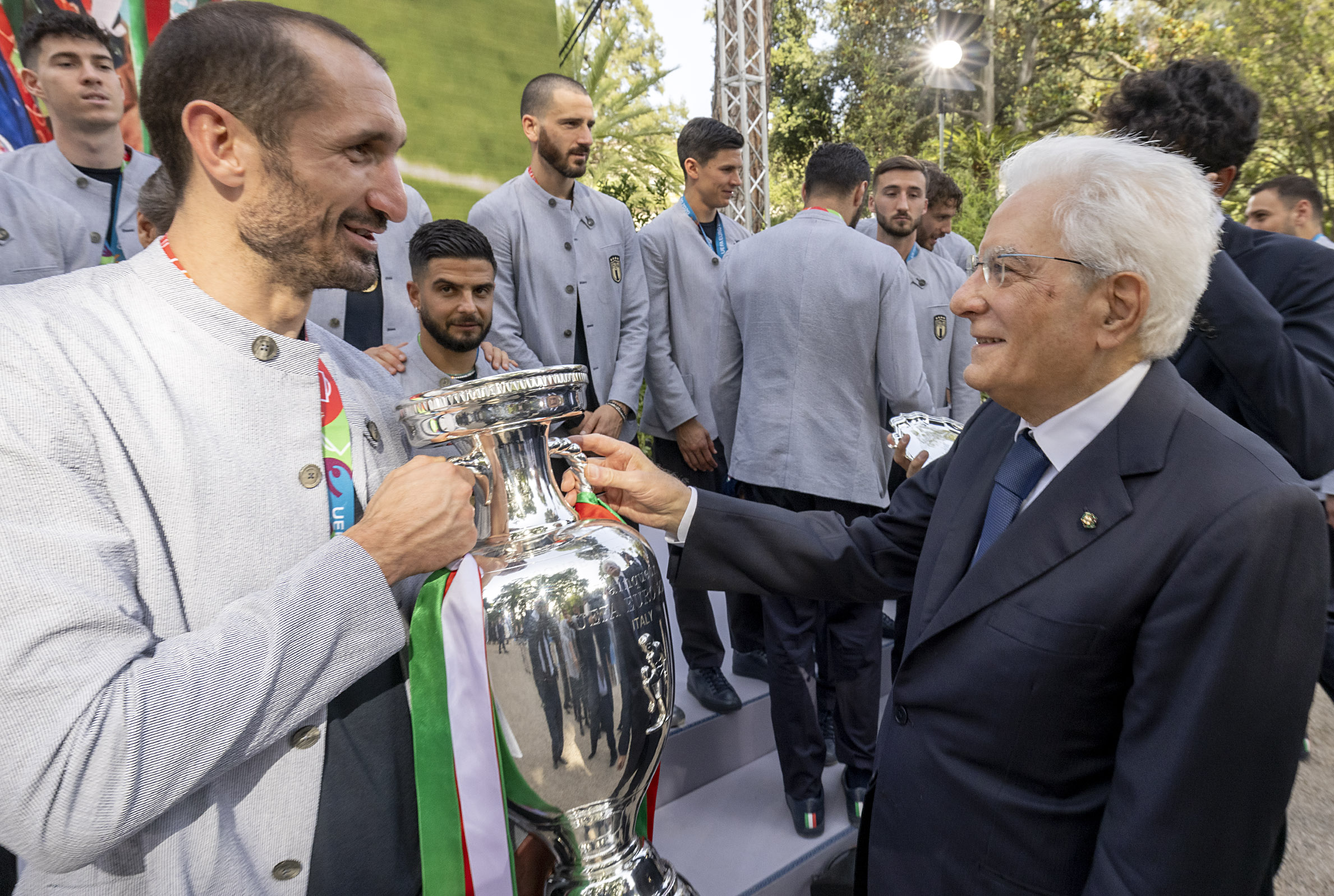
Tổng thống Ý Sergio Mattarella (phải) chúc mừng đội trưởng Chiellini tại Rome, một ngày sau chiến thắng của Ý tại UEFA Euro 2020

Vào tháng 6 năm 2021, Ý bắt đầu tham dự UEFA Euro 2020 ở Bảng A, cùng với Thổ Nhĩ Kỳ, Thụy Sĩ và Wales. Là một trong những quốc gia chủ nhà, Ý đã chơi cả ba trận vòng bảng trên sân nhà Stadio Olimpico ở Rome. Ý mở đầu giải đấu với chiến thắng 3–0 trước Thổ Nhĩ Kỳ. Ý sau đó đã vượt qua một Thụy Sĩ có hàng phòng ngự chắc chắn với chiến thắng 3–0 khác, với Manuel Locatelli ghi hai bàn và Ciro Immobile ghi bàn cuối cùng để giành một suất vào vòng 16 với một trận đấu còn lại, bất chấp đội trưởng Giorgio Chiellini dính chấn thương. Đã chắc suất vào vòng loại trực tiếp, Ý đánh bại Xứ Wales với tỷ số 1–0 với một đội hình được luân chuyển nhiều, với Matteo Pessina ghi bàn thắng duy nhất trong hiệp một để đảm bảo đội kết thúc với thành tích hoàn hảo ở vòng bảng. Ý trở thành đội đầu tiên trong lịch sử Giải vô địch châu Âu thắng mọi trận vòng bảng mà không để thủng lưới.
Ở vòng 16 diễn ra tại Sân vận động Wembley, Ý đã gặp khó khăn trước Áo, và chỉ trong khoảng thời gian đầu tiên của hiệp phụ, các cầu thủ vào thay người Ý Federico Chiesa và Pessina mỗi người đã ghi một bàn giúp Ý dẫn trước 2–0. Mặc dù cầu thủ vào thay người Saša Kalajdžić đã cứu được bàn thắng cho Áo trong hiệp phụ thứ hai (bàn thua đầu tiên của người Ý tại giải đấu), Ý vẫn giành quyền vào tứ kết. Trận tứ kết giữa Ý gặp Bỉ, diễn ra tại Allianz Arena ở Munich, chứng kiến sự thống trị mạnh mẽ của Ý, khi Nicolò Barella đánh bại Thibaut Courtois ghi bàn ở phút 31, trước khi Lorenzo Insigne nhân đôi cách biệt cho Ý ở phút 44 bằng một pha lập công uy lực; Romelu Lukaku của Bỉ sau đó đã thực hiện thành công quả phạt đền trong thời gian bù giờ của hiệp một. Bất chấp chấn thương gót chân trong hiệp hai của Leonardo Spinazzola khiến anh phải nghỉ thi đấu trong phần còn lại của giải đấu, Ý một lần nữa giữ tỷ số để loại Bỉ. Chiến thắng này đã thiết lập một kỷ lục mới về chuỗi 15 trận thắng tại Giải vô địch châu Âu dài nhất, bao gồm cả vòng loại và vòng chung kết. Ý sau đó trở lại Wembley để đối mặt với Tây Ban Nha ở bán kết, giải vô địch châu Âu lần thứ tư liên tiếp mà hai bên gặp nhau. Trong một thế trận chặt chẽ bị lấn át bởi lối chơi cầm bóng, Ý đã có được bàn thắng vượt lên dẫn trước của Chiesa ở phút thứ 60; tuy nhiên, 20 phút sau Álvaro Morata đã gỡ hòa cho Tây Ban Nha để san bằng tỉ số 1–1. Không có thêm bàn thắng nào được ghi trong hiệp phụ, dẫn đến loạt sút luân lưu ; cả Locatelli và Dani Olmo đều không ghi được quả phạt đền đầu tiên cho đội của họ, trước khi Gianluigi Donnarumma cản phá được quả đá thứ tư của Tây Ban Nha từ Morata. Jorginho sau đó đã ghi bàn thắng sau đó để đưa Ý vào trận chung kết châu Âu đầu tiên kể từ năm 2012.
Vào ngày 11 tháng 7 năm 2021, Ý giành chức vô địch UEFA Euro 2020 bằng chiến thắng 3–2 trên loạt sút luân lưu sau khi hòa 1–1 (Bonucci gỡ hòa trong hiệp hai để cân bằng bàn mở tỷ số do Shaw ghi) trong hiệp phụ đấu với Anh trong trận chung kết tổ chức ở London. Ý giành danh hiệu vô địch châu Âu lần thứ hai sau 53 năm kể từ lần đầu tiên, giành chiến thắng trên sân nhà vào năm 1968. Vào ngày 16 tháng 7, tất cả các thành viên của đội vô địch Châu Âu đã được trao tặng Huân chương Cavaliere của Ý.

#### Không thể vượt qua vòng loại World Cup 2022
Vào tháng 10 năm 2021, Ý tham dự Vòng chung kết UEFA Nations League được tổ chức trên sân nhà. Vào ngày 6 tháng 10, Ý chơi trận bán kết với Tây Ban Nha, thua 2–1 tại San Siro. Trận đấu này đã phá vỡ kỷ lục 37 trận bất bại, hơn 3 năm sau thất bại gần nhất. Bốn ngày sau, Ý giành vị trí thứ ba chung cuộc 2–1 trước Bỉ tại Sân vận động Juventus. Vào ngày 15 tháng 11 năm 2021, Ý hòa 0–0 với Bắc Ireland trong trận đấu cuối cùng ở bảng C vòng loại World Cup 2022 và kết thúc ở vị trí thứ hai, kém Thụy Sĩ hai điểm. Ý sau đó phải trải qua vòng loại thứ hai một lần nữa.
Vào ngày 24 tháng 3 năm 2022, Ý thua 0–1 trong trận bán kết play-off trước Bắc Macedonia ở Palermo, tại Stadio Renzo Barbera, không thể vượt qua vòng loại World Cup lần thứ hai liên tiếp. Vào ngày 1 tháng 6 năm 2022, Ý tham gia trận đấu CONMEBOL–UEFA Cup of Champions, được đổi tên thành Finalissima 2022, thua 0–3 trước Argentina tại London. Vào ngày 26 tháng 9, Ý lọt vào Vòng chung kết UEFA Nations League 2023 sau khi đánh bại Hungary 2–0 tại Budapest và giành vị trí thứ 3 chung cuộc.

## Kình địch

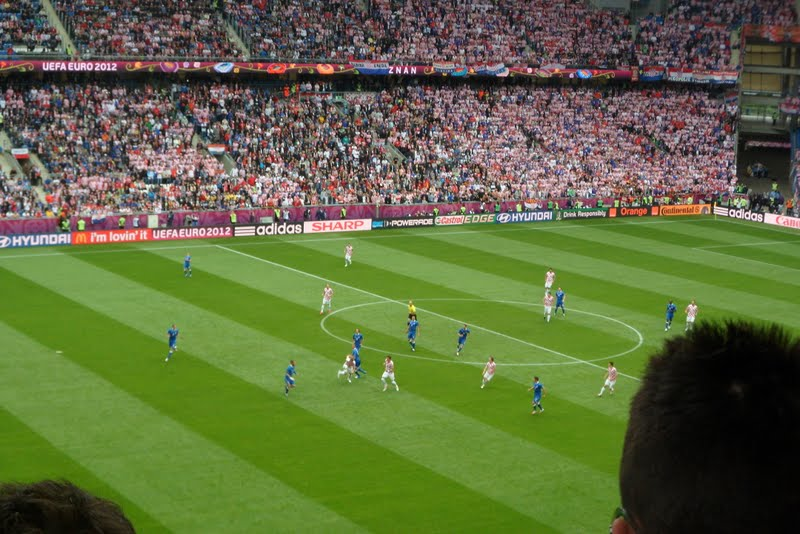
Các trận đấu giữa Ý và Croatia được gọi là các trận Derby Adriatic vì chúng được ngăn cách bởi Biển Adriatic. Ảnh: Một trận Derby Adriatic tại Euro 2012.

- Ý vs Brasil: Các trận đấu giữa các quốc gia được gọi là Trận Derby Thế giới (tiếng Bồ Đào Nha: Clásico Mundial trong tiếng Bồ Đào Nha).[193] Các quốc gia bóng đá thành công nhất trên thế giới, họ đã cùng nhau giành được chín chức vô địch World Cup. Kể từ trận đấu đầu tiên tại Giải vô địch bóng đá thế giới 1938, họ đã đối đầu với nhau tổng cộng năm lần tại Giải vô địch thế giới, đáng chú ý nhất là trận chung kết FIFA World Cup 1970 và trận chung kết FIFA World Cup 1994, trong đó Brasil thắng lần lượt 4–1 và 3–2 trên chấm phạt đền sau những trận hòa không bàn thắng.[194]
- Ý vs Croatia: Các trận đấu giữa hai quốc gia được gọi là trận Derby Adriatic (tiếng Ý: Derby Adriatico)[a] được đặt tên theo Biển Adriatic ngăn cách họ.[195][196][197] Ý chưa bao giờ thắng Croatia,[b] với hầu hết các trận đấu diễn ra ở các vòng loại và giải đấu.[198][199] Hai bên đã thi đấu ở vòng loại và vòng bảng của Euro 1996, Euro 2012 và Euro 2016 với nhiều lần xảy ra rắc rối đám đông và ném pháo sáng xuống sân.[200][201] Họ chỉ gặp nhau duy nhất tại World Cup 2002, trong một trận đấu vòng bảng mà Croatia lội ngược dòng đánh bại Ý 2–1, sau khi hai bàn thắng của Ý không được công nhận một cách gây tranh cãi.[202]
- Ý vs Tây Ban Nha: Các trận đấu giữa hai quốc gia được gọi là trận Derby Địa Trung Hải (tiếng Tây Ban Nha: Rivalidad futbolística Italia-España) được đặt tên theo Địa Trung Hải ngăn cách hai quốc gia.[203] Hai quốc gia đã xảy ra tranh chấp từ năm 1920, và mặc dù hai quốc gia không phải là láng giềng gần nhau về mặt địa lý, nhưng sự kình địch của họ ở cấp độ quốc tế được tăng cường bởi màn trình diễn mạnh mẽ của các câu lạc bộ đại diện trong các giải đấu của UEFA, trong đó họ là một trong những hiệp hội hàng đầu và có mỗi người đều thích sự thống trị.[204][205] Kể từ trận tứ kết giữa hai quốc gia tại Euro 2008, kình địch lại tiếp tục, với trận đấu đáng chú ý nhất giữa hai bên là trong trận chung kết UEFA Euro 2012, mà Tây Ban Nha đã thắng 4–0.[206][207]
- Ý vs Pháp: Các trận đấu giữa hai quốc gia chính thức bắt đầu vào ngày 15 tháng 5 năm 1910, trận đấu đầu tiên được ghi nhận của Ý kết thúc với chiến thắng 6–2.[208][209] Các trận đấu đáng chú ý tại FIFA World Cup và UEFA Euro bao gồm trận chung kết FIFA World Cup 2006, khi người Ý đánh bại Pháp 5–3 trong loạt sút luân lưu, sau khi hòa 1–1, và Euro 2000, Pháp đã giành chiến thắng với bàn thắng vàng trong hiệp phụ của David Trezeguet.[210]
- Ý vs Đức: Các trận đấu giữa hai quốc gia đã diễn ra trong năm trận đấu tại World Cup, đáng chú ý là trong "Trận đấu của thế kỷ", trận bán kết World Cup 1970 giữa hai quốc gia mà Ý thắng 4–3 trong hiệp phụ, với năm trong số bảy bàn thắng đến trong hiệp phụ.[211] Đức cũng đã giành được ba chức vô địch châu Âu trong khi Ý đã giành được nó hai lần. Hai quốc gia đã đối đầu với nhau bốn lần tại giải vô địch châu Âu, với ba trận hòa (một chiến thắng trong loạt sút luân lưu của Đức) và một chiến thắng của Ý.[212] Đức chưa bao giờ đánh bại Ý trong một trận đấu lớn cho đến khi họ giành chiến thắng ở tứ kết Euro 2016, trên chấm phạt đền (mặc dù theo thống kê được coi là hòa), với tất cả các trận thắng khác của Đức trước Ý đều là trong các trận giao hữu.[144]

## Hình ảnh đội tuyển

### Trang phục và huy hiệu

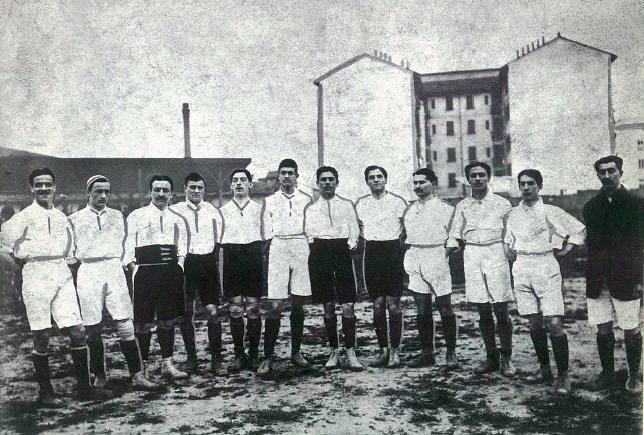
Ý năm 1910, mặc áo thi đấu màu trắng nguyên bản. Họ chuyển sang màu áo xanh truyền thống một năm sau đó.

Chiếc áo đầu tiên của đội tuyển Ý, trong trận ra mắt với Pháp vào ngày 15 tháng 5 năm 1910, có màu trắng. Việc lựa chọn màu sắc là do chưa đưa ra quyết định về hình thức bên ngoài của bộ sản phẩm nên đã quyết định không có màu sắc, đó là lý do tại sao màu trắng được chọn. Sau hai trận đấu, trong trận giao hữu với Hungary tại Milan vào ngày 6 tháng 1 năm 1911, áo sơ mi trắng được thay thế bằng áo thi đấu màu xanh lam (đặc biệt là savoy azure) — màu xanh lam là màu đường viền của huy hiệu Hoàng gia Savoy được sử dụng trên lá cờ. của Vương quốc Ý (1861–1946); áo sơ mi được đi kèm với quần đùi trắng và tất đen (sau này trở thành màu xanh lam). Nhóm nghiên cứu sau đó được gọi là gli Azzurri (the Blues).
Vào những năm 1930, Ý mặc bộ đồ đen, theo đơn đặt hàng của chế độ phát xít Benito Mussolini. Bộ đồ đen ra mắt vào ngày 17 tháng 2 năm 1935 trong trận giao hữu với Pháp tại Stadio Nazionale PNF ở Rome. Một chiếc áo sơ mi xanh, quần đùi trắng và tất đen được mặc tại Thế vận hội Olympic 1936 ở Berlin vào năm sau. Tại FIFA World Cup 1938 ở Pháp, bộ quần áo bóng đá toàn màu đen đã được mặc một lần trong trận đấu với Pháp.
Sau Thế chiến II, chế độ phát xít sụp đổ và chế độ quân chủ bị xóa bỏ vào năm 1946. Cùng năm đó chứng kiến sự ra đời của Cộng hòa Ý và bộ quần áo bóng đá trắng xanh được phục hồi. Cây thánh giá của Ngôi nhà Hoàng gia Savoy trước đây đã bị xóa khỏi quốc kỳ Ý, và do đó, khỏi huy hiệu của đội tuyển quốc gia, giờ đây chỉ gồm có Tricolore. Đối với FIFA World Cup 1954, tên của đất nước bằng tiếng Ý, ITALIA, được đặt phía trên tấm khiên ba màu, và đối với FIFA World Cup 1982, FIGC, tên viết tắt của Liên đoàn bóng đá Ý, đã được đưa vào huy hiệu.
Năm 1983, để ăn mừng chiến thắng tại World Cup của năm trước, ba ngôi sao vàng đã thay thế ITALIA phía trên bộ ba màu, tượng trưng cho ba lần vô địch World Cup của họ cho đến thời điểm đó. Năm 1984, một biểu tượng hình tròn được ra mắt, có ba ngôi sao, dòng chữ ITALIA và FIGC, và ba màu.
Nhà sản xuất bộ quần áo đầu tiên được biết đến là Adidas vào năm 1974. Từ năm 2003 đến năm 2022, bộ quần áo này đã được sản xuất bởi Puma. Kể từ những năm 2000, đồng phục toàn màu xanh lam bao gồm cả quần đùi màu xanh lam đôi khi được sử dụng, đặc biệt là trong các giải đấu quốc tế. Sau chức vô địch World Cup 2006 của Ý, một ngôi sao thứ tư đã được thêm vào huy hiệu ba màu. Vào tháng 3 năm 2022, sau gần 20 năm gắn bó với Puma, có thông báo rằng Adidas sẽ là nhà sản xuất bộ quần áo bóng đá của Ý từ năm 2023.
| Nhà tài trợ          | Giia đoạn |
| -------------------- | --------- |
| Không có nhà tài trợ | 1910–1974 |
| Adidas               | 1974–1979 |
| Le Coq Sportif       | 1980–1986 |
| Diadora              | 1986–1995 |
| Nike                 | 1996–1999 |
| Kappa                | 2000–2002 |
| Puma                 | 2003–2022 |
| Adidas               | 2023–nay  |

## Lịch thi đấu

### 2024
| 21 tháng 3 Giao hữu   | Venezuela    | 1–2      | Ý                  | Fort Lauderdale, Hoa Kỳ                                             |  |
| 17:00 EDT (UTC−04:00) | - Machís 43' | Chi tiết | - Retegui 40', 80' | Sân vận động: Sân vận động Chase Trọng tài: Rubiel Vazquez (Hoa Kỳ) |  |

| 24 tháng 3 Giao hữu   | Ecuador | 0–2      | Ý                               | Harrison, Hoa Kỳ                                             |  |
| 16:00 EDT (UTC−04:00) |         | Chi tiết | - Pellegrini 3' - Barella 90+4' | Sân vận động: Red Bull Arena Trọng tài: Jon Freemon (Hoa Kỳ) |  |

| 4 tháng 6 Giao hữu     | Ý | 0–0      | Thổ Nhĩ Kỳ | Bologna, Ý                                                                                           |  |
| 21:00 CEST (UTC+02:00) |   | Chi tiết |            | Sân vận động: Sân vận động Renato Dall'Ara Lượng khán giả: 25,012 Trọng tài: Sebastian Gishamer (Áo) |  |

| 9 tháng 6 Giao hữu     | Ý              | 1–0      | Bosna và Hercegovina | Empoli, Ý                                                                           |  |
| 20:45 CEST (UTC+02:00) | - Frattesi 38' | Chi tiết |                      | Sân vận động: Sân vận động Carlo Castellani Trọng tài: Chrysovalantis Theouli (Síp) |  |

| 15 tháng 6 Bảng B UEFA Euro 2024 | Ý                           | 2–1      | Albania      | Dortmund, Đức                                                                       |  |
| 21:00 CEST (UTC+02:00)           | - Bastoni 11' - Barella 16' | Chi tiết | - Bajrami 1' | Sân vận động: Westfalenstadion Lượng khán giả: 60,512 Trọng tài: Felix Zwayer (Đức) |  |

| 20 tháng 6 Bảng B UEFA Euro 2024 | Tây Ban Nha            | 1–0      | Ý | Gelsenkirchen, Đức                                                                        |  |
| 21:00 CEST (UTC+02:00)           | - Calafiori 55' (l.n.) | Chi tiết |   | Sân vận động: Arena AufSchalke Lượng khán giả: 49,528 Trọng tài: Slavko Vinčić (Slovenia) |  |

| 24 tháng 6 Bảng B UEFA Euro 2024 | Croatia      | 1–1      | Ý                | Leipzig, Đức                                                                           |  |
| 21:00 CEST (UTC+02:00)           | - Modrić 55' | Chi tiết | - Zaccagni 90+8' | Sân vận động: Red Bull Arena Lượng khán giả: 38,322 Trọng tài: Danny Makkelie (Hà Lan) |  |

| 29 tháng 6 Vòng 16 đội UEFA Euro 2024 | Thụy Sĩ                    | 2–0      | Ý | Berlin, Đức                                                                              |  |
| 18:00 CEST (UTC+02:00)                | - Freuler 37' - Vargas 46' | Chi tiết |   | Sân vận động: Olympiastadion Lượng khán giả: 68,172 Trọng tài: Szymon Marciniak (Ba Lan) |  |

| 6 tháng 9 UEFA Nations League 2024–25 | Pháp         | 1–3      | Ý                                          | Paris, Pháp                                                                               |  |
| 20:45 CEST (UTC+02:00)                | - Barcola 1' | Chi tiết | - Dimarco 30' - Frattesi 51' Raspadori 74' | Sân vận động: Parc des Princes Lượng khán giả: 44,956 Trọng tài: Sandro Schärer (Thụy Sĩ) |  |

| 9 tháng 9 UEFA Nations League 2024–25 | Israel         | 1–2      | Ý                         | Budapest, Hungary                                                                                  |  |
| 20:45 CEST (UTC+02:00)                | - Abu Fani 90' | Chi tiết | - Frattesi 38' - Kean 62' | Sân vận động: Sân vận động Bozsik József Lượng khán giả: 2,090 Trọng tài: Ivan Kružliak (Slovakia) |  |

| 10 tháng 10 UEFA Nations League 2024–25 | Ý                           | 2–2      | Bỉ                             | Rome, Ý                                                                             |  |
| 20:45 CEST (UTC+02:00)                  | - Cambiaso 1' - Retegui 24' | Chi tiết | - De Cuyper 42' - Trossard 61' | Sân vận động: Stadio Olimpico Lượng khán giả: 44,297 Trọng tài: Espen Eskås (Na Uy) |  |

| 14 tháng 10 UEFA Nations League 2024–25 | Ý                                                          | 4–1      | Israel         | Udine, Ý                                                                                                 |  |
| 20:45 CEST (UTC+02:00)                  | - Retegui 41' (ph.đ.) - Di Lorenzo 54', 79' - Frattesi 72' | Chi tiết | - Abu Fani 66' | Sân vận động: Stadio Friuli Lượng khán giả: 11,700 Trọng tài: Ricardo de Burgos Bengoetxea (Tây Ban Nha) |  |

| 14 tháng 11 UEFA Nations League 2024–25 | Bỉ | 0–1      | Ý            | Brussels, Bỉ                                                                                       |  |
| 20:45 CEST (UTC+01:00)                  |    | Chi tiết | - Tonali 11' | Sân vận động: Sân vận động King Baudouin Lượng khán giả: 41,367 Trọng tài: Radu Petrescu (Romania) |  |

| 17 tháng 11 UEFA Nations League 2024–25 | Ý              | 1–3      | Pháp                                  | Milan, Ý                                                                          |  |
| 20:45 CEST (UTC+01:00)                  | - Cambiaso 35' | Chi tiết | - Rabiot 2', 65' - Vicario 33' (l.n.) | Sân vận động: San Siro Lượng khán giả: 68,158 Trọng tài: Slavko Vinčić (Slovenia) |  |

### 2025
| 20 tháng 3 UEFA Nations League 2024–25 | Ý           | 1–2      | Đức                              | Milan, Italy                                                                        |  |
| 20:45 CET (UTC+01:00)                  | - Tonali 9' | Chi tiết | - Kleindienst 49' - Goretzka 76' | Sân vận động: San Siro Lượng khán giả: 60,334 Trọng tài: François Letexier (France) |  |

| 23 tháng 3 UEFA Nations League 2024–25 | Đức                                                   | 3–3 (TTS 5–4) | Ý                                         | Dortmund, Germany                                                                          |  |
| 20:45 CET (UTC+01:00)                  | - Kimmich 30' (ph.đ.) - Musiala 36' - Kleindiesnt 45' | Chi tiết      | - Kean 49', 69' - Raspadori 90+5' (ph.đ.) | Sân vận động: Westfalenstadion Lượng khán giả: 64,762 Trọng tài: Szymon Marciniak (Poland) |  |

| 6 tháng 6 Vòng loại FIFA World Cup 2026 | Na Uy | v        | Ý | Oslo, Norway                   |  |
| 20:45 CEST (UTC+02:00)                  |       | Chi tiết |   | Sân vận động: Ullevaal Stadion |  |

| 9 tháng 6 Vòng loại FIFA World Cup 2026 | Ý | v        | Moldova | Reggio Emilia, Italy                              |  |
| 20:45 CEST (UTC+02:00)                  |   | Chi tiết |         | Sân vận động: Mapei Stadium – Città del Tricolore |  |

| 5 tháng 9 Vòng loại FIFA World Cup 2026 | Ý | v        | Estonia | Italy |  |
| 20:45 CEST (UTC+02:00)                  |   | Chi tiết |         |       |  |

| 8 tháng 9 Vòng loại FIFA World Cup 2026 | Israel | v        | Ý | TBD |  |
| 20:45 CEST (UTC+02:00)                  |        | Chi tiết |   |     |  |

| 11 tháng 10 Vòng loại FIFA World Cup 2026 | Estonia | v        | Ý | Estonia |  |
| 20:45 CEST (UTC+02:00)                    |         | Chi tiết |   |         |  |

| 14 tháng 10 Vòng loại FIFA World Cup 2026 | Ý | v        | Israel | Italy |  |
| 20:45 CEST (UTC+02:00)                    |   | Chi tiết |        |       |  |

| 13 tháng 11 Vòng loại FIFA World Cup 2026 | Moldova | v        | Ý | Moldova |  |
| 20:45 CET (UTC+01:00)                     |         | Chi tiết |   |         |  |

| 16 tháng 11 Vòng loại FIFA World Cup 2026 | Ý | v        | Na Uy | Italy |  |
| 20:45 CET (UTC+01:00)                     |   | Chi tiết |       |       |  |

## Thành tích quốc tế

### Giải vô địch thế giới
| Năm       | Kết quả                  | St                       | T                        | H                        | B                        | Bt                       | Bb                       |
| --------- | ------------------------ | ------------------------ | ------------------------ | ------------------------ | ------------------------ | ------------------------ | ------------------------ |
| 1930      | Không tham dự            | Không tham dự            | Không tham dự            | Không tham dự            | Không tham dự            | Không tham dự            | Không tham dự            |
| 1934      | Vô địch                  | 5                        | 4                        | 1                        | 0                        | 12                       | 3                        |
| 1938      | Vô địch                  | 4                        | 4                        | 0                        | 0                        | 11                       | 5                        |
| 1950      | Vòng 1                   | 2                        | 1                        | 0                        | 1                        | 4                        | 3                        |
| 1954      | Vòng 1                   | 3                        | 1                        | 0                        | 2                        | 6                        | 7                        |
| 1958      | Không vượt qua vòng loại | Không vượt qua vòng loại | Không vượt qua vòng loại | Không vượt qua vòng loại | Không vượt qua vòng loại | Không vượt qua vòng loại | Không vượt qua vòng loại |
| 1962      | Vòng 1                   | 3                        | 1                        | 1                        | 1                        | 3                        | 2                        |
| 1966      | Vòng 1                   | 3                        | 1                        | 0                        | 2                        | 2                        | 2                        |
| 1970      | Á quân                   | 6                        | 3                        | 2                        | 1                        | 10                       | 8                        |
| 1974      | Vòng 1                   | 3                        | 1                        | 1                        | 1                        | 5                        | 4                        |
| 1978      | Hạng tư                  | 7                        | 4                        | 1                        | 2                        | 9                        | 6                        |
| 1982      | Vô địch                  | 7                        | 4                        | 3                        | 0                        | 12                       | 6                        |
| 1986      | Vòng 2                   | 4                        | 1                        | 2                        | 1                        | 5                        | 6                        |
| 1990      | Hạng ba                  | 7                        | 6                        | 1                        | 0                        | 10                       | 2                        |
| 1994      | Á quân                   | 7                        | 4                        | 2                        | 1                        | 8                        | 5                        |
| 1998      | Tứ kết                   | 5                        | 3                        | 2                        | 0                        | 8                        | 3                        |
| 2002      | Vòng 2                   | 4                        | 1                        | 1                        | 2                        | 5                        | 5                        |
| 2006      | Vô địch                  | 7                        | 5                        | 2                        | 0                        | 12                       | 2                        |
| 2010      | Vòng 1                   | 3                        | 0                        | 2                        | 1                        | 4                        | 5                        |
| 2014      | Vòng 1                   | 3                        | 1                        | 0                        | 2                        | 2                        | 3                        |
| 2018      | Không vượt qua vòng loại | Không vượt qua vòng loại | Không vượt qua vòng loại | Không vượt qua vòng loại | Không vượt qua vòng loại | Không vượt qua vòng loại | Không vượt qua vòng loại |
| 2022      | Không vượt qua vòng loại | Không vượt qua vòng loại | Không vượt qua vòng loại | Không vượt qua vòng loại | Không vượt qua vòng loại | Không vượt qua vòng loại | Không vượt qua vòng loại |
| 2026      | Chưa xác định            | Chưa xác định            | Chưa xác định            | Chưa xác định            | Chưa xác định            | Chưa xác định            | Chưa xác định            |
| 2030      | Chưa xác định            | Chưa xác định            | Chưa xác định            | Chưa xác định            | Chưa xác định            | Chưa xác định            | Chưa xác định            |
| 2034      | Chưa xác định            | Chưa xác định            | Chưa xác định            | Chưa xác định            | Chưa xác định            | Chưa xác định            | Chưa xác định            |
| Tổng cộng | 18/22 4 lần vô địch      | 83                       | 45                       | 21                       | 17                       | 128                      | 77                       |

### Cúp Liên đoàn các châu lục
| Năm           | Kết quả                   | St                        | T                         | H                         | B                         | Bt                        | Bb                        |
| ------------- | ------------------------- | ------------------------- | ------------------------- | ------------------------- | ------------------------- | ------------------------- | ------------------------- |
| 1992 đến 2005 | Không giành quyền tham dự | Không giành quyền tham dự | Không giành quyền tham dự | Không giành quyền tham dự | Không giành quyền tham dự | Không giành quyền tham dự | Không giành quyền tham dự |
| 2009          | Vòng 1                    | 3                         | 1                         | 0                         | 2                         | 3                         | 5                         |
| 2013          | Hạng ba                   | 5                         | 2                         | 2                         | 1                         | 10                        | 10                        |
| 2017          | Không giành quyền tham dự | Không giành quyền tham dự | Không giành quyền tham dự | Không giành quyền tham dự | Không giành quyền tham dự | Không giành quyền tham dự | Không giành quyền tham dự |
| Tổng cộng     | 2/10 1 lần hạng ba        | 8                         | 3                         | 2                         | 3                         | 13                        | 15                        |

### Giải vô địch châu Âu
| Năm           | Kết quả                  | St                       | T                        | H                        | B                        | Bt                       | Bb                       |
| ------------- | ------------------------ | ------------------------ | ------------------------ | ------------------------ | ------------------------ | ------------------------ | ------------------------ |
| 1960          | Không tham dự            | Không tham dự            | Không tham dự            | Không tham dự            | Không tham dự            | Không tham dự            | Không tham dự            |
| 1964          | Không vượt qua vòng loại | Không vượt qua vòng loại | Không vượt qua vòng loại | Không vượt qua vòng loại | Không vượt qua vòng loại | Không vượt qua vòng loại | Không vượt qua vòng loại |
| 1968          | Vô địch                  | 3                        | 1                        | 2                        | 0                        | 3                        | 1                        |
| 1972 đến 1976 | Không vượt qua vòng loại | Không vượt qua vòng loại | Không vượt qua vòng loại | Không vượt qua vòng loại | Không vượt qua vòng loại | Không vượt qua vòng loại | Không vượt qua vòng loại |
| 1980          | Hạng tư                  | 4                        | 1                        | 3                        | 0                        | 2                        | 1                        |
| 1984          | Không vượt qua vòng loại | Không vượt qua vòng loại | Không vượt qua vòng loại | Không vượt qua vòng loại | Không vượt qua vòng loại | Không vượt qua vòng loại | Không vượt qua vòng loại |
| 1988          | Bán kết                  | 4                        | 2                        | 1                        | 1                        | 4                        | 3                        |
| 1992          | Không vượt qua vòng loại | Không vượt qua vòng loại | Không vượt qua vòng loại | Không vượt qua vòng loại | Không vượt qua vòng loại | Không vượt qua vòng loại | Không vượt qua vòng loại |
| 1996          | Vòng 1                   | 3                        | 1                        | 1                        | 1                        | 3                        | 3                        |
| 2000          | Á quân                   | 6                        | 4                        | 1                        | 1                        | 9                        | 4                        |
| 2004          | Vòng 1                   | 3                        | 1                        | 2                        | 0                        | 3                        | 2                        |
| 2008          | Tứ kết                   | 4                        | 1                        | 2                        | 1                        | 3                        | 4                        |
| 2012          | Á quân                   | 6                        | 2                        | 3                        | 1                        | 6                        | 7                        |
| 2016          | Tứ kết                   | 5                        | 3                        | 1                        | 1                        | 6                        | 2                        |
| 2020          | Vô địch                  | 7                        | 5                        | 2                        | 0                        | 13                       | 4                        |
| 2024          | Vòng 2                   | 4                        | 1                        | 1                        | 2                        | 3                        | 5                        |
| 2028          | Chưa xác định            | Chưa xác định            | Chưa xác định            | Chưa xác định            | Chưa xác định            | Chưa xác định            | Chưa xác định            |
| 2032          | Đồng chủ nhà             | Đồng chủ nhà             | Đồng chủ nhà             | Đồng chủ nhà             | Đồng chủ nhà             | Đồng chủ nhà             | Đồng chủ nhà             |
| Tổng cộng     | 11/17 2 lần vô địch      | 49                       | 24                       | 19                       | 8                        | 55                       | 36                       |

### UEFA Nations League
| Mùa giải  | Hạng đấu  | Bảng      | Pld | W | D | L | GF | GA | Thứ hạng |
| --------- | --------- | --------- | --- | - | - | - | -- | -- | -------- |
| 2018–19   | A         | 3         | 4   | 1 | 2 | 1 | 2  | 2  | Hạng 8   |
| 2020–21   | A         | 1         | 8   | 4 | 3 | 1 | 10 | 5  | Hạng 3   |
| 2022–23   | A         | 3         | 8   | 4 | 2 | 2 | 12 | 11 | Hạng 3   |
| Tổng cộng | Tổng cộng | Tổng cộng | 20  | 9 | 7 | 4 | 24 | 18 | 3        |

### Thế vận hội
- (Nội dung thi đấu dành cho cấp đội tuyển quốc gia cho đến kỳ Đại hội năm 1988)

| Năm           | Kết quả                     | St                       | T                        | H                        | B                        | Bt                       | Bb                       |
| ------------- | --------------------------- | ------------------------ | ------------------------ | ------------------------ | ------------------------ | ------------------------ | ------------------------ |
| 1900 đến 1908 | Không tham dự               | Không tham dự            | Không tham dự            | Không tham dự            | Không tham dự            | Không tham dự            | Không tham dự            |
| 1912          | Vòng 1                      | 1                        | 0                        | 0                        | 1                        | 2                        | 3                        |
| 1920          | Tứ kết                      | 2                        | 1                        | 0                        | 1                        | 3                        | 4                        |
| 1924          | Tứ kết                      | 3                        | 2                        | 0                        | 1                        | 4                        | 2                        |
| 1928          | Huy chương đồng             | 4                        | 2                        | 1                        | 1                        | 18                       | 10                       |
| 1936          | Huy chương vàng             | 4                        | 4                        | 0                        | 0                        | 13                       | 2                        |
| 1948          | Tứ kết                      | 2                        | 1                        | 0                        | 1                        | 12                       | 5                        |
| 1952          | Vòng 1                      | 2                        | 1                        | 0                        | 1                        | 8                        | 3                        |
| 1956          | Không vượt qua vòng loại    | Không vượt qua vòng loại | Không vượt qua vòng loại | Không vượt qua vòng loại | Không vượt qua vòng loại | Không vượt qua vòng loại | Không vượt qua vòng loại |
| 1960          | Hạng tư                     | 5                        | 2                        | 2                        | 1                        | 11                       | 7                        |
| 1964          | Bỏ cuộc                     | Bỏ cuộc                  | Bỏ cuộc                  | Bỏ cuộc                  | Bỏ cuộc                  | Bỏ cuộc                  | Bỏ cuộc                  |
| 1968 đến 1980 | Không vượt qua vòng loại    | Không vượt qua vòng loại | Không vượt qua vòng loại | Không vượt qua vòng loại | Không vượt qua vòng loại | Không vượt qua vòng loại | Không vượt qua vòng loại |
| 1984          | Hạng tư                     | 6                        | 3                        | 0                        | 6                        | 5                        | 5                        |
| 1988          | Hạng tư                     | 6                        | 3                        | 0                        | 3                        | 11                       | 13                       |
| Tổng cộng     | 10/19 1 lần huy chương vàng | 35                       | 19                       | 3                        | 16                       | 87                       | 54                       |

### Tổng hợp danh hiệu
Dưới đây là tổng hợp những thành tích thi đấu mà Ý đã đạt được qua các giải đấu quốc tế
- FIFA World Cup

- Vô địch (4): 1934, 1938, 1982, 2006
- Á quân (2): 1970, 1994
- Hạng ba (1): 1990

- Giải vô địch bóng đá châu Âu

- Vô địch (2): 1968, 2020
- Á quân (2): 2000, 2012

- FIFA Confederations Cup

- Hạng ba (1): 2013

- Thế vận hội Olympic

- Huy chương vàng (1): 1936
- Huy chương đồng (1): 1928

## Đội hình

### Đội hình hiện tại
Đây là đội hình đã hoàn thành UEFA Nations League 2024–25.
Thông tin chính xác kể từ ngày 14 tháng 10 năm 2024, sau trận đấu với Israel.
| Số | VT | Cầu thủ                        | Ngày sinh (tuổi)  | Trận | Bàn | Câu lạc bộ          |
| -- | -- | ------------------------------ | ----------------- | ---- | --- | ------------------- |
| 1  | TM | Gianluigi Donnarumma (captain) | 25 tháng 2, 1999  | 69   | 0   | Paris Saint-Germain |
| 12 | TM | Michele Di Gregorio            | 27 tháng 7, 1997  | 0    | 0   | Juventus            |
| 13 | TM | Guglielmo Vicario              | 7 tháng 10, 1996  | 3    | 0   | Tottenham Hotspur   |
|    |    |                                |                   |      |     |                     |
| 2  | HV | Raoul Bellanova                | 17 tháng 5, 2000  | 4    | 0   | Atalanta            |
| 3  | HV | Federico Dimarco               | 10 tháng 11, 1997 | 26   | 3   | Inter Milan         |
| 4  | HV | Alessandro Buongiorno          | 6 tháng 6, 1999   | 7    | 0   | Napoli              |
| 5  | HV | Riccardo Calafiori             | 19 tháng 5, 2002  | 8    | 0   | Arsenal             |
| 14 | HV | Matteo Gabbia                  | 21 tháng 10, 1999 | 0    | 0   | Milan               |
| 15 | HV | Caleb Okoli                    | 13 tháng 7, 2001  | 0    | 0   | Leicester City      |
| 19 | HV | Destiny Udogie                 | 28 tháng 11, 2002 | 7    | 0   | Tottenham Hotspur   |
| 20 | HV | Andrea Cambiaso                | 20 tháng 2, 2000  | 11   | 1   | Juventus            |
| 21 | HV | Alessandro Bastoni             | 13 tháng 4, 1999  | 31   | 2   | Inter Milan         |
| 22 | HV | Giovanni Di Lorenzo            | 4 tháng 8, 1993   | 42   | 5   | Napoli              |
|    |    |                                |                   |      |     |                     |
| 6  | TV | Samuele Ricci                  | 21 tháng 8, 2001  | 6    | 0   | Torino              |
| 7  | TV | Nicolò Fagioli                 | 12 tháng 2, 2001  | 7    | 0   | Juventus            |
| 8  | TV | Sandro Tonali                  | 8 tháng 5, 2000   | 19   | 0   | Newcastle United    |
| 16 | TV | Davide Frattesi                | 22 tháng 9, 1999  | 23   | 8   | Inter Milan         |
| 23 | TV | Niccolò Pisilli                | 23 tháng 9, 2004  | 1    | 0   | Roma                |
|    |    |                                |                   |      |     |                     |
| 9  | TĐ | Mateo Retegui                  | 29 tháng 4, 1999  | 16   | 6   | Atalanta            |
| 10 | TĐ | Giacomo Raspadori              | 18 tháng 2, 2000  | 34   | 7   | Napoli              |
| 11 | TĐ | Daniel Maldini                 | 11 tháng 10, 2001 | 1    | 0   | Monza               |
| 17 | TĐ | Lorenzo Lucca                  | 10 tháng 9, 2000  | 1    | 0   | Udinese             |
| 18 | TĐ | Nicolò Zaniolo                 | 2 tháng 7, 1999   | 19   | 2   | Atalanta            |

### Triệu tập gần đây
Những cầu thủ sau đây cũng đã được gọi vào đội trong vòng mười hai tháng qua.
| Vt                         | Cầu thủ             | Ngày sinh (tuổi)  | Số trận | Bt | Câu lạc bộ        | Lần cuối triệu tập                     |
| -------------------------- | ------------------- | ----------------- | ------- | -- | ----------------- | -------------------------------------- |
| TM                         | Ivan Provedel       | 17 tháng 3, 1994  | 0       | 0  | Lazio             | UEFA Euro 2024 PRE                     |
| TM                         | Marco Carnesecchi   | 1 tháng 7, 2000   | 0       | 0  | Atalanta          | v. Ecuador, 24 March 2024              |
|                            |                     |                   |         |    |                   |                                        |
| HV                         | Francesco Acerbi    | 10 tháng 2, 1988  | 34      | 1  | Inter Milan       | UEFA Euro 2024 PRE / INJ               |
| HV                         | Giorgio Scalvini    | 11 tháng 12, 2003 | 8       | 0  | Atalanta          | UEFA Euro 2024 PRE / INJ               |
| HV                         | Destiny Udogie      | 28 tháng 11, 2002 | 3       | 0  | Tottenham Hotspur | v. Ecuador, 24 March 2024              |
| HV                         | Cristiano Biraghi   | 1 tháng 9, 1992   | 16      | 1  | Fiorentina        | v. Ukraina, 20 November 2023           |
| HV                         | Manuel Lazzari      | 29 tháng 11, 1993 | 3       | 0  | Lazio             | v. Ukraina, 20 November 2023           |
| HV                         | Rafael Tolói        | 10 tháng 10, 1990 | 14      | 0  | Atalanta          | v. Bắc Macedonia, 17 November 2023 INJ |
| HV                         | Davide Calabria     | 6 tháng 12, 1996  | 7       | 0  | AC Milan          | v. Bắc Macedonia, 17 November 2023 INJ |
| HV                         | Leonardo Spinazzola | 25 tháng 3, 1993  | 24      | 0  | Roma              | v. Ukraina, 12 September 2023          |
| HV                         | Alessio Romagnoli   | 12 tháng 1, 1995  | 13      | 2  | Lazio             | v. Ukraina, 12 September 2023          |
| HV                         | Nicolò Casale       | 14 tháng 2, 1998  | 0       | 0  | Lazio             | v. Ukraina, 12 September 2023          |
|                            |                     |                   |         |    |                   |                                        |
| TV                         | Samuele Ricci       | 21 tháng 8, 2001  | 2       | 0  | Torino            | UEFA Euro 2024 PRE                     |
| TV                         | Manuel Locatelli    | 8 tháng 1, 1998   | 28      | 3  | Juventus          | v. Ecuador, 24 March 2024              |
| TV                         | Giacomo Bonaventura | 22 tháng 8, 1989  | 18      | 1  | Fiorentina        | v. Ecuador, 24 March 2024              |
| TV                         | Andrea Colpani      | 11 tháng 5, 1999  | 0       | 0  | Monza             | v. Ukraina, 20 November 2023           |
| TV                         | Sandro Tonali       | 8 tháng 5, 2000   | 15      | 0  | Newcastle United  | v. Malta, 14 October 2023              |
| TV                         | Matteo Pessina      | 21 tháng 4, 1997  | 16      | 5  | Monza             | v. Ukraina, 12 September 2023          |
|                            |                     |                   |         |    |                   |                                        |
| TĐ                         | Riccardo Orsolini   | 24 tháng 1, 1997  | 7       | 2  | Bologna           | UEFA Euro 2024 PRE                     |
| TĐ                         | Nicolò Zaniolo      | 2 tháng 7, 1999   | 19      | 2  | Aston Villa       | v. Ecuador, 24 March 2024              |
| TĐ                         | Lorenzo Lucca       | 10 tháng 9, 2000  | 0       | 0  | Udinese           | v. Ecuador, 24 March 2024              |
| TĐ                         | Domenico Berardi    | 1 tháng 8, 1994   | 28      | 8  | Sassuolo          | v. Ukraina, 20 November 2023           |
| TĐ                         | Moise Kean          | 28 tháng 2, 2000  | 15      | 4  | Juventus          | v. Ukraina, 20 November 2023           |
| TĐ                         | Matteo Politano     | 3 tháng 8, 1993   | 12      | 3  | Napoli            | v. Ukraina, 20 November 2023           |
| TĐ                         | Ciro Immobile       | 20 tháng 2, 1990  | 57      | 17 | Lazio             | v. Ukraina, 12 September 2023          |
| TĐ                         | Wilfried Gnonto     | 5 tháng 11, 2003  | 13      | 1  | Leeds United      | v. Ukraina, 12 September 2023          |
| INJ Withdrew due to injury |                     |                   |         |    |                   |                                        |

## Hồ sơ cá nhân

### Kỷ lục cầu thủ

#### Ra sân nhiều nhất

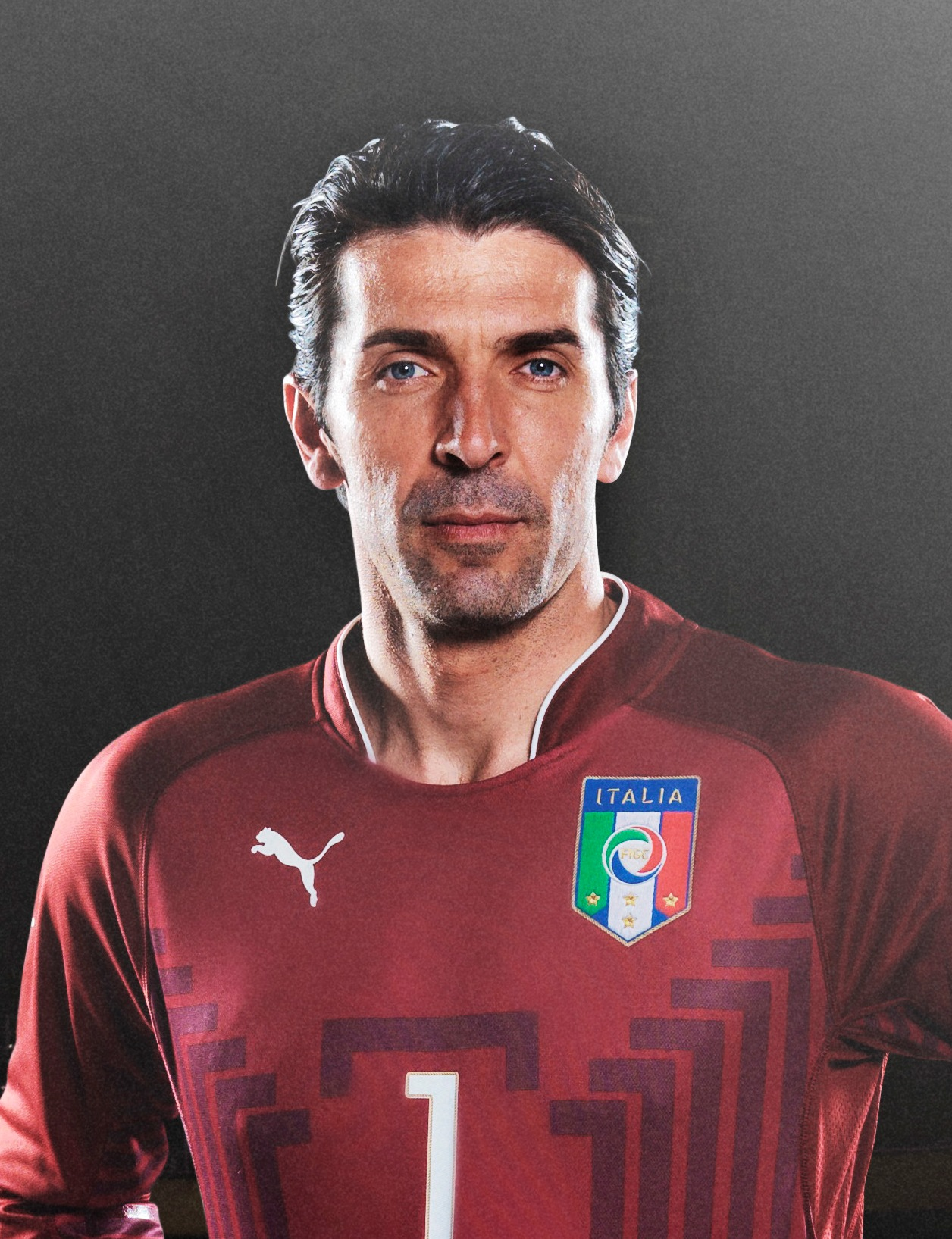
Gianluigi Buffon là cầu thủ khoác áo đội tuyển Ý nhiều nhất trong lịch sử với 176 lần khoác áo.

Tính đến ngày 17 tháng 11 năm 2023, cầu thủ ra sân nhiều nhất cho đội tuyển Ý là:
| Hạng | Cầu thủ            | Trận | Bàn | Giai đoạn |
| ---- | ------------------ | ---- | --- | --------- |
| 1    | Gianluigi Buffon   | 176  | 0   | 1997–2018 |
| 2    | Fabio Cannavaro    | 136  | 2   | 1997–2010 |
| 3    | Paolo Maldini      | 126  | 7   | 1988–2002 |
| 4    | Leonardo Bonucci   | 121  | 8   | 2010–2023 |
| 5    | Giorgio Chiellini  | 117  | 8   | 2004–2022 |
| 5    | Daniele De Rossi   | 117  | 21  | 2004–2017 |
| 7    | Andrea Pirlo       | 116  | 13  | 2002–2015 |
| 8    | Dino Zoff          | 112  | 0   | 1968–1983 |
| 9    | Gianluca Zambrotta | 98   | 2   | 1999–2010 |
| 10   | Giacinto Facchetti | 94   | 3   | 1963–1977 |

Cầu thủ in đậm vẫn đang thi đấu cho đội tuyển bóng đá quốc gia.

#### Ghi nhiều bàn thắng nhất

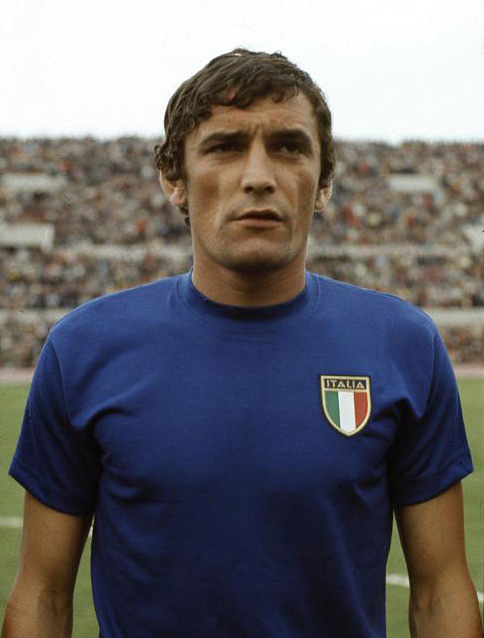
Gigi Riva là cầu thủ ghi bàn hàng đầu trong lịch sử của Ý với 35 bàn.

Tính đến ngày 26 tháng 3 năm 2023, những cầu thủ ghi nhiều bàn thắng nhất cho Ý là:
| Hạng | Cầu thủ              | Bàn | Trận | Hiệu suất | Giia đoạn |
| ---- | -------------------- | --- | ---- | --------- | --------- |
| 1    | Gigi Riva            | 35  | 42   | 0.83      | 1965–1974 |
| 2    | Giuseppe Meazza      | 33  | 53   | 0.62      | 1930–1939 |
| 3    | Silvio Piola         | 30  | 34   | 0.88      | 1935–1952 |
| 4    | Roberto Baggio       | 27  | 56   | 0.48      | 1988–2004 |
| 4    | Alessandro Del Piero | 27  | 91   | 0.3       | 1995–2008 |
| 6    | Adolfo Baloncieri    | 25  | 47   | 0.53      | 1920–1930 |
| 6    | Filippo Inzaghi      | 25  | 57   | 0.44      | 1997–2007 |
| 6    | Alessandro Altobelli | 25  | 61   | 0.41      | 1980–1988 |
| 9    | Christian Vieri      | 23  | 49   | 0.47      | 1997–2005 |
| 9    | Francesco Graziani   | 23  | 64   | 0.36      | 1975–1983 |

Cầu thủ in đậm vẫn đang thi đấu cho đội tuyển bóng đá quốc gia.

#### Các đội trưởng
Danh sách thời gian đeo băng đội trưởng của các đội trưởng khác nhau qua các năm.
- 1910 Francesco Calì
- 1911–1914 Giuseppe Milano
- 1914–1915 Virgilio Fossati
- 1920–1925 Renzo De Vecchi
- 1925–1927 Luigi Cevenini
- 1927–1930 Adolfo Baloncieri
- 1931–1934 Umberto Caligaris
- 1934 Gianpiero Combi
- 1935–1936 Luigi Allemandi
- 1937–1939 Giuseppe Meazza
- 1940–1947 Silvio Piola
- 1947–1949 Valentino Mazzola
- 1949–1950 Riccardo Carapellese
- 1951–1952 Carlo Annovazzi
- 1952–1960 Giampiero Boniperti
- 1961–1962 Lorenzo Buffon
- 1962–1963 Cesare Maldini
- 1963–1966 Sandro Salvadore
- 1966–1977 Giacinto Facchetti
- 1977–1983 Dino Zoff
- 1983–1985 Marco Tardelli
- 1985–1986 Gaetano Scirea
- 1986–1987 Antonio Cabrini
- 1988–1991 Giuseppe Bergomi
- 1991–1994 Franco Baresi
- 1994–2002 Paolo Maldini
- 2002–2010 Fabio Cannavaro[nb 1]
- 2010–2018 Gianluigi Buffon[nb 2]
- 2018–2022 Giorgio Chiellini
- 2022–2023 Leonardo Bonucci
- 2023-nay  Ciro Immobile

### Huấn luyện viên
Huấn luyện nhiều trận nhất
Enzo Bearzot: 104